# Space Launch System
Le Space Launch System (litt. « système de lancement spatial »), abrégé SLS, est un lanceur spatial super-lourd américain développé par la NASA depuis 2011 et dont le premier vol a lieu le 16 novembre 2022. Le SLS joue un rôle central dans le programme Artemis dont l'objectif est, 50 ans après le programme Apollo, d'envoyer de nouveau des équipages à la surface de la Lune, puis de préparer les futures missions habitées vers Mars. Cette fusée sera chargée de placer le vaisseau Orion transportant l'équipage sur une trajectoire à destination de la Lune.
Pour placer en orbite lunaire un vaisseau avec équipage d'une masse de près de 30 tonnes, il faut disposer d'un lanceur beaucoup plus puissant que ceux actuellement disponibles. Le lanceur Saturn V du programme Apollo, d'une capacité de 47 tonnes en orbite lunaire, n'est plus produit depuis la fin de ce programme au début des années 1970. L'architecture du lanceur SLS, similaire à celle de l'Ares V abandonné après l'arrêt du programme Constellation en 2010, reprend en les adaptant des composants utilisés par la navette spatiale américaine (propulseurs d'appoint, moteurs-fusées SSME/RS-25) et dans sa version Bloc 1 l'étage supérieur du lanceur Delta IV. Plusieurs versions sont envisagées (Bloc 1, 1B et 2), d'une capacité de mise en orbite terrestre basse s'échelonnant entre 70 tonnes et 130 tonnes. La version Bloc 1, pouvant lancer 27 tonnes vers la Lune, est caractérisée par son deuxième étage ICPS, propulsé par un unique moteur RL-10 B2, tandis que la version Bloc 1B, d'une capacité de 42 tonnes vers la Lune, utilise le deuxième étage plus puissant EUS, propulsé par quatre moteurs RL-10 C3. Cette seconde version doit permettre l'assemblage de la station Gateway en orbite autour de la Lune. Une version Bloc 2, plus puissante et utilisant de nouveau propulseurs d'appoint, est également envisagée.
Le développement de la fusée SLS est lancé en 2011 à la demande du Congrès américain alors que la NASA n'a exprimé aucun besoin précis. Le coût initial du projet est alors évalué à 10 milliards US$ et un premier vol est prévu en 2017. Les glissements de ce calendrier, les importants dépassements budgétaires qui touchent également l'adaptation des installations de lancement du complexe de lancement 39 en Floride, ainsi que le développement de lanceurs commerciaux de forte puissance remettent en question la nécessité d'un lanceur dont le coût unitaire de production atteint 2,2 milliards de US$. Malgré tout, sous la pression du Congrès, le projet se poursuit et le lanceur est appelé à jouer un rôle central dans le programme Artemis.

## Contexte

### Retour des projets lunaires et du lanceur lourd

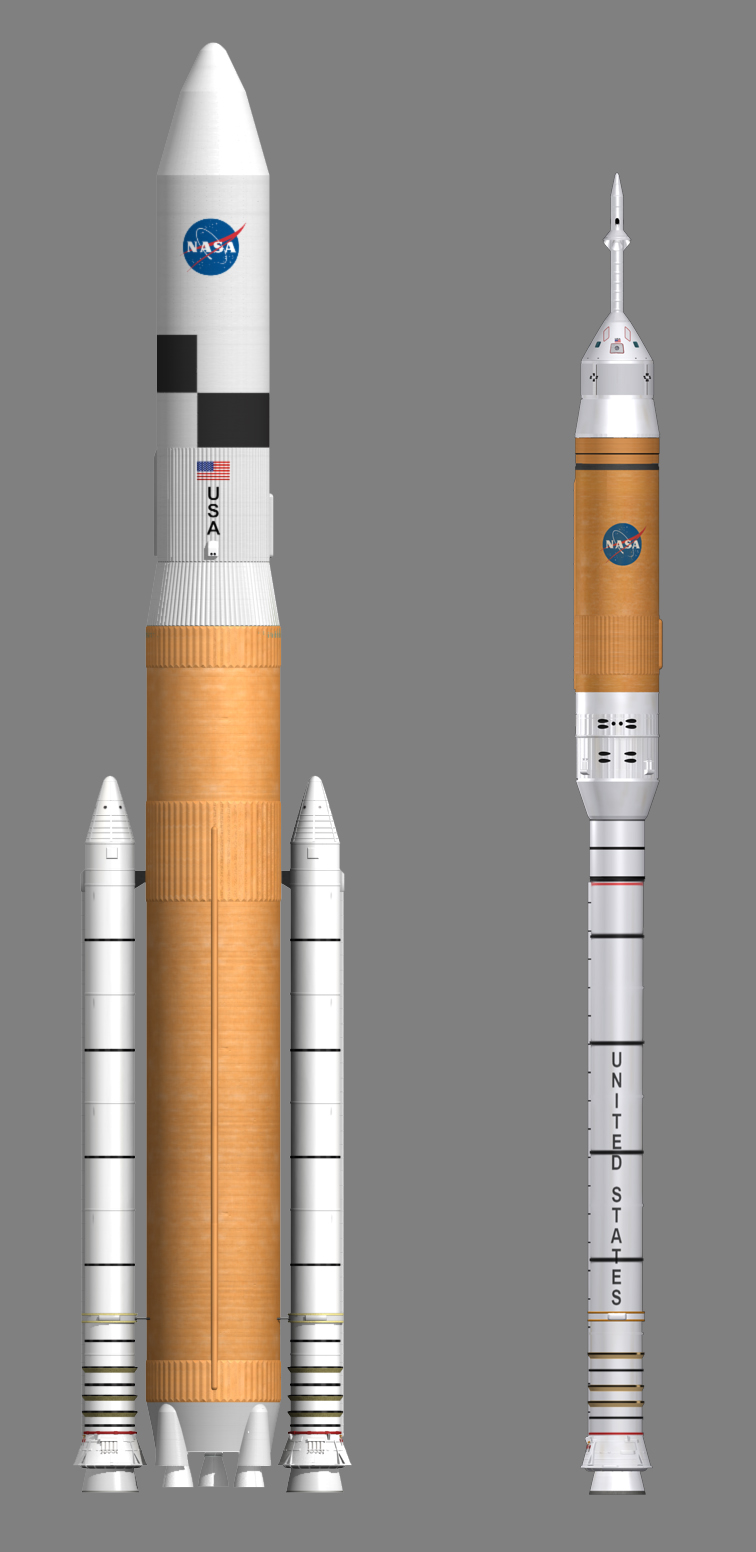
Les lanceurs Ares V et Ares I du programme Constellation.

En 2004, le président George W. Bush annonce les objectifs à long terme qu'il souhaite assigner au programme spatial habité américain alors que l'accident de la navette spatiale Columbia vient de clouer au sol la flotte de ces engins vieillissants et que le sort de la Station spatiale internationale, dont l'achèvement approche, est en suspens. Le projet présidentiel Vision for Space Exploration veut replacer l'Homme au cœur de l'exploration spatiale : le retour d'astronautes sur la Lune est programmé avant 2020 pour une série de missions destinées à préparer une éventuelle présence permanente de l'homme sur le sol lunaire et mettre au point le matériel nécessaire à de futures missions habitées vers Mars fixées à une échéance beaucoup plus lointaine,. Cette fois-ci, l'opinion comme le Congrès sont favorables au projet : le programme Constellation est alors mis sur pied par la NASA pour répondre aux attentes présidentielles. Il prévoit la construction de manière similaire au programme Apollo de deux vaisseaux habités — le vaisseau principal Orion et le vaisseau lunaire Altair —  ainsi que de deux types de lanceurs — le lanceur lourd Ares I, chargé de placer en orbite le vaisseau Orion, et le lanceur super-lourd Ares V de la classe du lanceur géant Saturn V, chargé de placer en orbite le module lunaire. La NASA utilise, en les adaptant, des moteurs-fusées développés pour la fusée Saturn V, les propulseurs à poudre de la navette spatiale, ainsi que de nombreuses installations au sol remontant à l'époque du programme Apollo. Mais le programme prend du retard et se heurte à un problème de financement qui, selon les plans initiaux, doit s'effectuer sans augmentation substantielle du budget global de la NASA.  Début février 2010, le président Obama annonce l'annulation du programme Constellation qui est confirmée par la suite,.

### Abandon du programmeConstellationet du lanceur lourdAres V
À la suite de son investiture, le président américain Barack Obama fait expertiser le programme Constellation par la commission Augustine, créée à cet effet le 7 mai 2009. Celle-ci conclut qu'il manque trois milliards de dollars par an pour atteindre les objectifs fixés, mais confirme l'intérêt d'une seconde exploration humaine de la Lune comme étape intermédiaire avant une mission habitée vers Mars. Début février 2010, s'appuyant sur ce rapport, le président Barack Obama annonce l'annulation du programme Constellation. Trois motifs sont mis en avant : un budget en dépassement, le retard pris sur les échéances et l'absence d'innovations intégrées dans le projet,. Cette décision donne un coup d'arrêt au développement du lanceur lourd Ares V dont l'architecture devait reprendre plusieurs composants développés pour la navette spatiale et qui était conçu pour placer 160 tonnes en orbite basse (le lanceur Saturn V ne pouvait placer que 140 tonnes). Les éléments repris sont le propulseur d'appoint à poudre de la navette spatiale américaine allongé par ajout d'un cinquième segment, le premier étage qui utilise la structure du réservoir externe de la navette spatiale américaine avec un diamètre passant de 8,4 à 10 mètres de diamètre et qui est propulsé par six moteurs RS-68B utilisés pour la fusée Delta IV. Le deuxième étage EDS utilise, comme le premier étage, de l'oxygène et de l'hydrogène liquides. Il est propulsé par un moteur unique J-2X, dérivé du moteur J-2 du deuxième étage des lanceurs Saturn IB et Saturn V.

## Renaissance du programme lunaire habité: le programmeArtemis

### Un lanceur lourd développé sous la pression des élus politiques
La décision du président Obama s'accompagne d'un moratoire de cinq ans sur les développements du lanceur lourd entrepris par la NASA. Un budget de 3 milliards de dollars est toutefois alloué à la NASA pour mettre au point des technologies permettant d'abaisser le coût des systèmes de propulsion. En conséquence, le projet de budget 2011 soumis par la Maison-Blanche au vote du Congrès américain ne prévoit plus aucune ligne budgétaire pour le développement d'un lanceur lourd. Mais l'annulation du programme Constellation, conjuguée avec le retrait programmé de la navette spatiale, annonce une forte baisse de la charge de travail pour les industriels et les établissements de la NASA particulièrement impliqués dans le programme spatial habité et concentrés dans les États du Sud des États-Unis : le centre de vol spatial Marshall dans l'Alabama, le centre spatial Johnson au Texas, le Stennis Space Center dans le Mississippi et le Centre d'assemblage de Michoud en Louisiane. Mettant en avant ce motif, la Chambre des représentants et le Sénat votent avec une large majorité début 2010 un budget de la NASA 2011 amendé imposant le développement d'un lanceur lourd HLV (Heavy Lift Launch Vehicle). Selon les souhaits de ces élus, une première version capable de placer 70 tonnes en orbite basse doit voler dès décembre 2016 et prendre le relais de la navette spatiale américaine. La fusée doit constituer une solution de secours pour le programme spatial habité américain au cas où la réalisation des lanceurs commerciaux financés par la NASA pour desservir la Station spatiale internationale dans le cadre du même budget n'aboutissait pas. La réalisation du lanceur lourd est associée à la poursuite du développement du vaisseau Orion (ou Multi-Purpose Crew Vehicle soit MPCV). Les élus demandent également qu'une deuxième version capable de placer 130 tonnes en orbite basse soit développée,. L’origine principalement politique du Space Launch System lui vaut le surnom de « Senate Launch System », qui souligne que le lanceur doit son existence davantage à la création d’emplois dans certains districts politiquement clés du Congrès qu'à la volonté de faire avancer l’exploration de l’espace.

### Sélection d'une architecture réutilisant les composants de la navette spatiale
Pour répondre aux attentes des représentants et des sénateurs américains, la NASA lance une étude destinée à définir les caractéristiques du lanceur lourd demandé. Plusieurs architectures sont évaluées, :
- deux des versions étudiées comportent un premier étage propulsé par des moteurs brûlant un mélange kérosène/oxygène ;
- la version retenue est celle qui a recours de la manière la plus systématique à des composants de la navette spatiale (architecture shuttle derived ou SD) : réservoir central, propulseurs d'appoint (toutefois prolongés par un nouveau segment), cinq moteurs de la navette SSME/RS-25, plus performants que le RS-68 utilisé par l'Ares V. Cette architecture était préconisée bien avant l'annulation du programme Constellation et du lanceur lourd Ares V par un groupe d'ingénieurs de la NASA et de passionnés sous l'appellation Direct (Jupiter). Cette configuration sans deuxième étage, baptisée Bloc 1, doit permettre de placer 100 tonnes en orbite basse et doit effectuer son premier vol en 2019. La version Bloc 2 se différencie de la précédente par l'ajout d'un deuxième étage, qui doit être propulsé par un unique moteur RS-25 pouvant être rallumé. Elle doit pouvoir placer 130 tonnes en orbite basse et être disponible en 2022. Une version Bloc 3 est prévue pour utiliser des propulseurs d'appoint dont l'enveloppe est en matériau composite (à la place de l'acier), ce qui permettrait de porter la capacité en orbite basse à 150 tonnes et d'effectuer un premier vol en 2026.

### Lancement officiel du développement du SLS
Le développement du lanceur, baptisé Space Launch System, est rendu officiel par l'administrateur de la NASA Charles F. Bolden le 14 septembre 2011. L'architecture de la version Bloc 1 a été modifiée par ajout d'un étage ICPS (Interim Cryogenic Propulsion Stage) directement dérivé de l'étage supérieur de la fusée Delta IV. Le premier vol est programmé en décembre 2017. Le Sénat a, entre-temps, imposé que la version Bloc 1 ne soit utilisée que pour les deux premiers vols et que des propulseurs d'appoint améliorés (propulsion liquide ou solide) soient mis en œuvre sur les vols suivants. L'étage supérieur pourrait être l'ICPS (105 tonnes en orbite basse) ou un étage plus puissant (CPS) qui permettrait de placer jusqu'à 130 tonnes en orbite basse. Cette version, baptisée Bloc 1A, doit voler à compter de 2023. Le développement du lanceur, du vaisseau Orion et des équipements au sol se monte à 18 milliards US$, dont 10 milliards US$ pour le lanceur,.

## Développement du lanceur

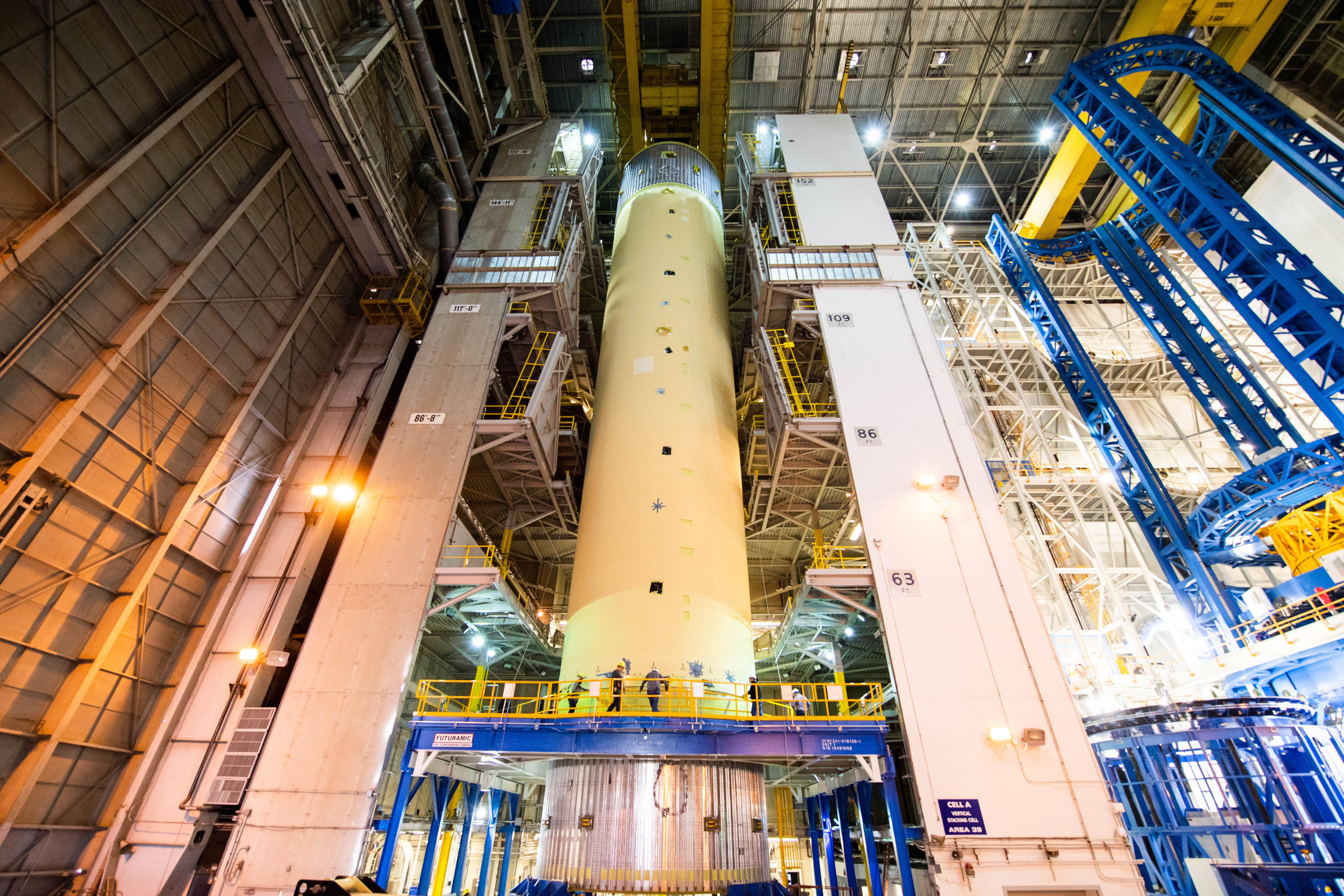
Cet exemplaire du réservoir d'hydrogène du premier étage assemblé avec la section inférieure (contenant le système de fixation des moteurs-fusées) et l'inter-réservoirs doit servir à des tests de structure.

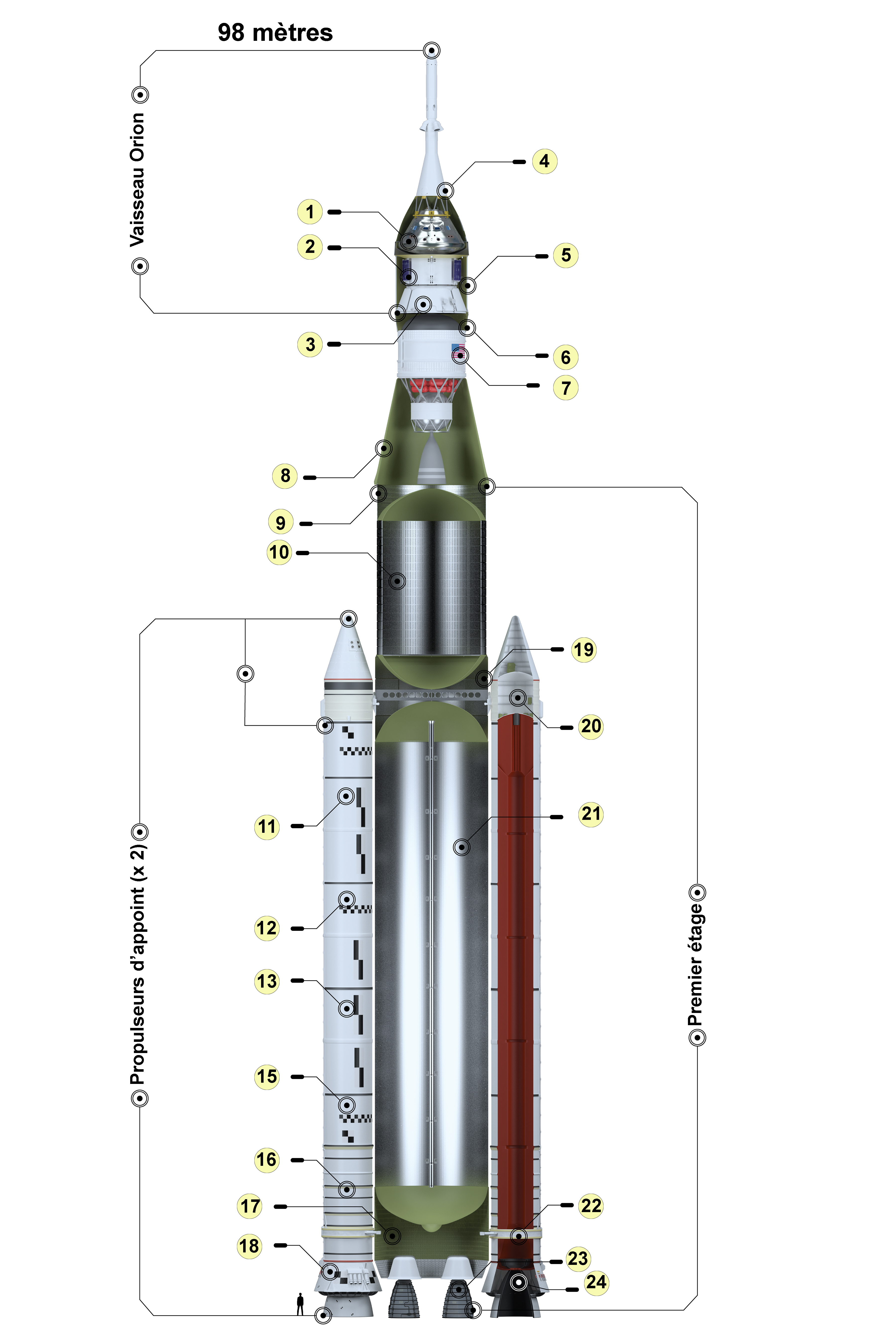
Schéma du SLS Block 1. Vaisseau Orion : 1 Module de l'équipage - 2 Module de service - 3 Adaptateur du vaisseau - 4 Tour de sauvetage - 5 Panneaux encapsulant le module de service - 6 Adaptateur vaisseau Orion. Étage ICPS 7 : Étage ICPS - 8 Adaptateur LVA. Propulseurs d'appoint (x 2) : 11 Segment avant - 12 Segment centre supérieur - 13 Segment centre - 15 Segment centre inférieur - 16 Segment arrière - 17 Section de propulsion - 18 Jupe arrière - 20 Avionique avant - 22 Anneau de fixation au premier étage - 24 Tuyère. Premier étage : 9 Jupe avant - 10 Réservoir d'oxygène - 19 Jupe inter-réservoirs - 21 Réservoir d'hydrogène - 23 Moteur-fusée RS-25 (x4).

### Début de la construction
Le 31 juillet 2013, une première évaluation valide le concept du SLS, permettant au projet de passer de la phase de conception à la phase de réalisation. Le 9 janvier 2015, la NASA a effectué le premier test d'un moteur RS-25 sur banc d'essais durant 500 secondes. En janvier 2013, la NASA signe un accord avec l'Agence spatiale européenne pour la fourniture par cette dernière du module de service du vaisseau Orion. Le développement de ce module rencontre rapidement des problèmes techniques et de masse, mais l'ESA confirme à chaque fois que celui-ci sera prêt pour fin 2017. Un premier glissement de calendrier intervient fin 2014 : dans l'établissement de Michoud, la construction du VAC (Vertical Assembly Center), un gigantesque équipement qui doit permettre d'assembler les différents composants du premier étage, doit être complètement reprise, car les fondations ont bougé sous le poids de cet ensemble. La nouvelle date du premier vol est fixée en juillet 2018. Le premier vaisseau Orion, sans son module de service, est lancé par une fusée Delta IV Heavy et effectue le 5 décembre 2014 un vol sans équipage de quatre heures et demi couronné de succès. L'ESA annonce qu'elle ne pourra livrer le module de service comme prévu fin 2017. En octobre 2015, les spécifications du lanceur sont figées et validées dans le cadre d'une revue des spécifications (Critical Design Review ou CDS). La revue a permis de valider la capacité respective des versions Bloc 1 (70 tonnes), Bloc 1B (105 tonnes) et Bloc 2 (130 tonnes). Le premier étage des trois versions doit être identique. La version Bloc 1B se différencie du Bloc 1 par son deuxième étage : l'EUS, propulsé par quatre RL10-C2 et aux caractéristiques proches du Large Upper Stage proposé par Boeing, remplace l'ICPS. La version Bloc 2 est une version améliorée du Bloc 1B qui utilise des propulseurs d'appoint plus performants (ergols liquides ou propergol solide avec enveloppe en composite carbone). La fabrication des premiers éléments du lanceur peut être lancée. Le prochain jalon est la certification des spécifications du lanceur avant son vol inaugural qui est programmé en 2017 avant le premier vol programmé en 2018,.
Le propulseur d'appoint est testé à plusieurs reprises avec un dernier test le 2 septembre 2020. Les installations de la plateforme de lancement mobile ML-1 et du pas de tir 39B, qui ont été modifiées pour permettre le lancement du SLS, sont testées pour la première fois en décembre 2019.

### Remise en question de la versionBloc 1Bet de l'étageExploration Upper Stage
Il était prévu en 2016 que la version Bloc 1 du lanceur ne soit utilisée que pour le premier vol et que la version Bloc 1B, beaucoup plus puissante et caractérisée par son nouvel étage EUS, soit utilisée pour les vols suivants. Mais le développement de l'étage EUS équipant la version Bloc 1B accumule les retards, car Boeing, qui le construit mais est également chargé du premier étage, donne la priorité au développement de ce dernier qui rencontre de nombreuses difficultés. Le président Trump lance début 2019 le programme Artemis qui doit ramener des astronautes américains sur la Lune. La version Bloc 1B, qui répondait uniquement à des objectifs fixés par le Congrès américain, n'est pas nécessaire pour remplir cet objectif, car le lancement du module lunaire HLS doit être confié à des lanceurs commerciaux. Aussi, le budget alloué à l'étage EUS en 2019 est divisé par deux, passant de 300 à 150 millions US$. Prenant en compte le retard pris dans le développement de l'Exploration Upper Stage (EUS), la NASA décide début 2018 d'utiliser la version Bloc 1 également pour les deuxième et troisième vols avec équipage ainsi que pour la version cargo qui doit lancer la sonde spatiale Europa Clipper. Pour cette dernière, les performances réduites du Bloc 1 par rapport au Bloc 1B ravivent le débat concernant l'utilisation alternative du lanceur Falcon Heavy dont le coût est annoncé de 100 millions €. Malgré le souhait de la Maison-Blanche de mettre un terme au développement de l'EUS, la NASA demande à Boeing de poursuivre ses travaux : la conception de l'étage EUS, qui avait été dimensionnée pour recevoir à terme un moteur J-2X, est optimisée en 2019 dans sa configuration à quatre moteurs RL-10, ce qui permet d'accroître ses performances. Le président Trump propose un budget 2020 interrompant le développement de l'étage EUS ainsi que tous les travaux associés (plateforme de lancement mobile ML-2) en confiant à des lanceurs commerciaux les vols du programme Artemis qui étaient envisagés pour le Bloc 1B. Mais le Sénat s'oppose à cette décision et rétablit dans le budget 2020 les fonds consacrés à l'EUS. La Maison-Blanche propose de nouveau un budget 2021 annulant l'EUS,.

### Critiques du projet SLS
Lorsque le Congrès américain avait pris la décision en 2010 de lancer le développement de la fusée géante SLS, l'offre des lanceurs commerciaux était encore balbutiante. La société SpaceX venait tout juste de réussir le premier vol de sa fusée Falcon 9 après les débuts calamiteux de son lanceur léger Falcon 1. La confiance qu'on pouvait accorder aux sociétés privées pour la desserte de la Station spatiale internationale était l'objet d'intenses débats parmi le personnel politique concerné. En 2018, la donne a changé. Les sociétés privées ont largement fait leurs preuves et SpaceX met à disposition un lanceur lourd, la Falcon Heavy (60 tonnes en orbite basse pour la version non réutilisable), pour un prix sans commune mesure avec celui du SLS (environ 100 millions US$ contre environ 1 milliard US$). La NASA défend désormais le projet du SLS en mettant en avant sa capacité (nettement supérieure à celle des lanceurs existants), qui, selon l'agence spatiale, est nécessaire pour les projets lunaires et martiens. Le maintien du SLS est largement lié à celui de plusieurs milliers d'emplois, en particulier dans le Sud des États-Unis dans les États d'Alabama, du Mississippi, de Louisiane et de Floride. 
En raison des retards et des dépassements de budget importants ainsi que du coût d'exploitation attendu non compétitif avec les alternatives disponibles ou attendues sur le marché des lanceurs, le 13 mars 2019, Jim Bridenstine annonce devant le Comité sénatorial américain du commerce, des sciences et des transports, que la NASA envisage désormais le recours à des lanceurs commerciaux pour le lancement de la capsule Orion ainsi que pour la construction de la Lunar Orbital Platform-Gateway. En mars 2020, le président Donald Trump propose une réduction du budget global de la NASA pour 2020 de 2 %. Le plan prévoit l'annulation du développement des versions les plus puissantes du SLS (Bloc 1B et 2) réduisant l'intérêt de poursuivre le développement du SLS. Mais le Congrès américain s'oppose à ce projet et décide au contraire de porter ce budget de la NASA à 22,616 milliards de dollars, soit une hausse de 1,6 milliard par rapport à 2019. La ligne budgétaire consacrée au projet SLS est quant à elle augmentée de 651 millions de dollars.

### Adaptation des installations de lancement
Pour lancer la fusée SLS, la NASA adapte les installations du complexe de lancement 39 au centre spatial Kennedy (Floride) qui avaient été utilisées auparavant par la Navette spatiale américaine. Le lanceur géant doit être assemblé dans l'immense bâtiment du VAB sur une plateforme de lancement mobile qui doit ensuite être transportée par le crawler jusqu'au pas de tir 39B. Tous ces équipements doivent être modifiés pour tenir compte des caractéristiques propres au SLS.

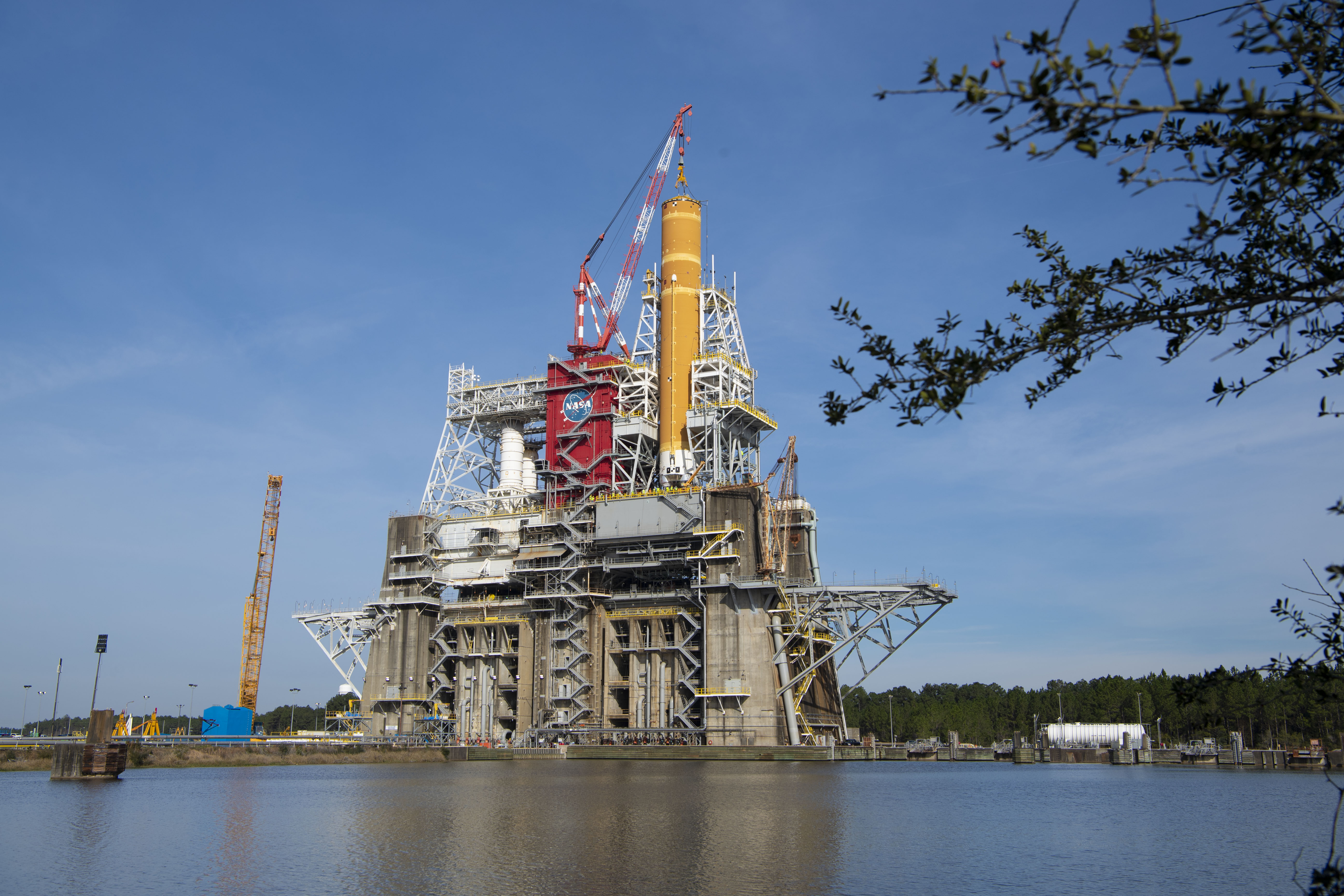
Le premier étage en cours d'installation sur le banc d'essais du centre spatial Stennis pour un test de mise à feu.

À la suite du lancement du projet SLS, la NASA décide d'adapter la plateforme de lancement mobile ML-1, qui a déjà été modifiée pour le lanceur Ares I. Cette décision est prise après avoir évalué deux autres options : la construction d'une plateforme de lancement entièrement nouvelle et l'adaptation d'une plateforme restée au standard de la navette spatiale américaine. Le chantier est lancé en 2011. Les caractéristiques très différentes de l'Ares I et du SLS Bloc 1 imposent de nombreuses modifications, notamment des bras mobiles de la tour ombilicale et des ouvertures de la plateforme permettant aux gaz des moteurs de s'échapper. Le coût, évalué en 2014 à environ 385 millions US$, dépasse finalement les 693 millions US$ et la livraison prend trois ans de retard à la suite d'erreurs de conception et d'une mauvaise gestion des sous-traitants. Ces modifications s'achèvent en 2020 et ne permettent de lancer que la version Bloc 1 du SLS. La version Bloc 1B du lanceur, plus haute, nécessite de nouvelles adaptations. Il faut 33 mois pour faire passer la plateforme du standard Bloc 1 à Bloc 1B. Pour ne pas introduire de nouvelles contraintes dans le calendrier de lancement, la NASA décide en 2018  de construire une deuxième plateforme de lancement mobile (ML-2), conçue pour le lanceur SLS Bloc 1B. Le coût des travaux, qui débutent en juin 2020, est évalué à 540 millions US$,,,.

### Fabrication du premier exemplaire du lanceur
Les propulseurs d'appoint du premier exemplaire du SLS arrivent par voie ferrée à la gare de Titusville et sont transférés au centre spatial Kennedy mi juin 2020. Les segments arrière sont assemblés dans le bâtiment RPSF (Rotation, Processing and Surge Facility) avec leur jupe et leur tuyère. Ils doivent être transférés dans le VAB et assemblés avec le premier étage sur la plateforme de lancement mobile no 1 modifiée pour le nouveau lanceur. Le premier étage, après avoir subi différents tests pour s'assurer de la résistance de la structure, est installé sur le banc d'essais B-2 du centre spatial Stennis pour un test de fonctionnement prévu le 16 janvier 2021. Le programme initial consiste à vérifier le fonctionnement simultané des moteurs durant huit minutes, correspondant à leur temps d'activité pour amener la fusée dans l'espace, mais le test est arrêté de manière prématurée après un peu plus d'une minute de fonctionnement. Une deuxième campagne de test est réalisée sur le banc d'essais en mars 2021 avec une mise à feu d'une durée de 500 secondes dont les résultats sont jugés concluants par les ingénieurs.
La NASA décide en juillet 2021 de renoncer au lanceur SLS pour la mise en orbite de la sonde spatiale Europa Clipper, pour des raisons sans aucun doute liées au coût et au retard pris dans le développement de la fusée. L'agence spatiale n'a jusque-là pas été autorisée par le Congrès américain à envisager un autre lanceur. Mais courant 2021, le Congrès lève son veto et la NASA sélectionne le lanceur Falcon Heavy de SpaceX dans le cadre d'un contrat de 178 millions US$. Le choix d'un lanceur moins puissant impose de renoncer à une trajectoire directe vers Jupiter, destination de la sonde spatiale, et nécessite le recours à l'assistance gravitationnelle de la Terre et de Mars, ce qui rallonge la durée du transit de deux ans. Pour le SLS, c'est un échec grave dans la mesure où cela remet en cause en partie son utilité, d'autant que le coût des lancements Artemis est de nouveau revu à la hausse. L'inspection générale de la NASA évalue désormais le coût d'une mission Artemis à 4,1 milliards US$ dont 2,2 milliards pour le seul lanceur. Les autres postes de coût sont les équipements et infrastructures (568 millions US$) et le vaisseau Orion (1,3 milliard US$ dont 300 millions US$ pour le module de service développé en Europe),. 

### Assemblage, tests et répétition des opérations de lancement (juin 2021-)

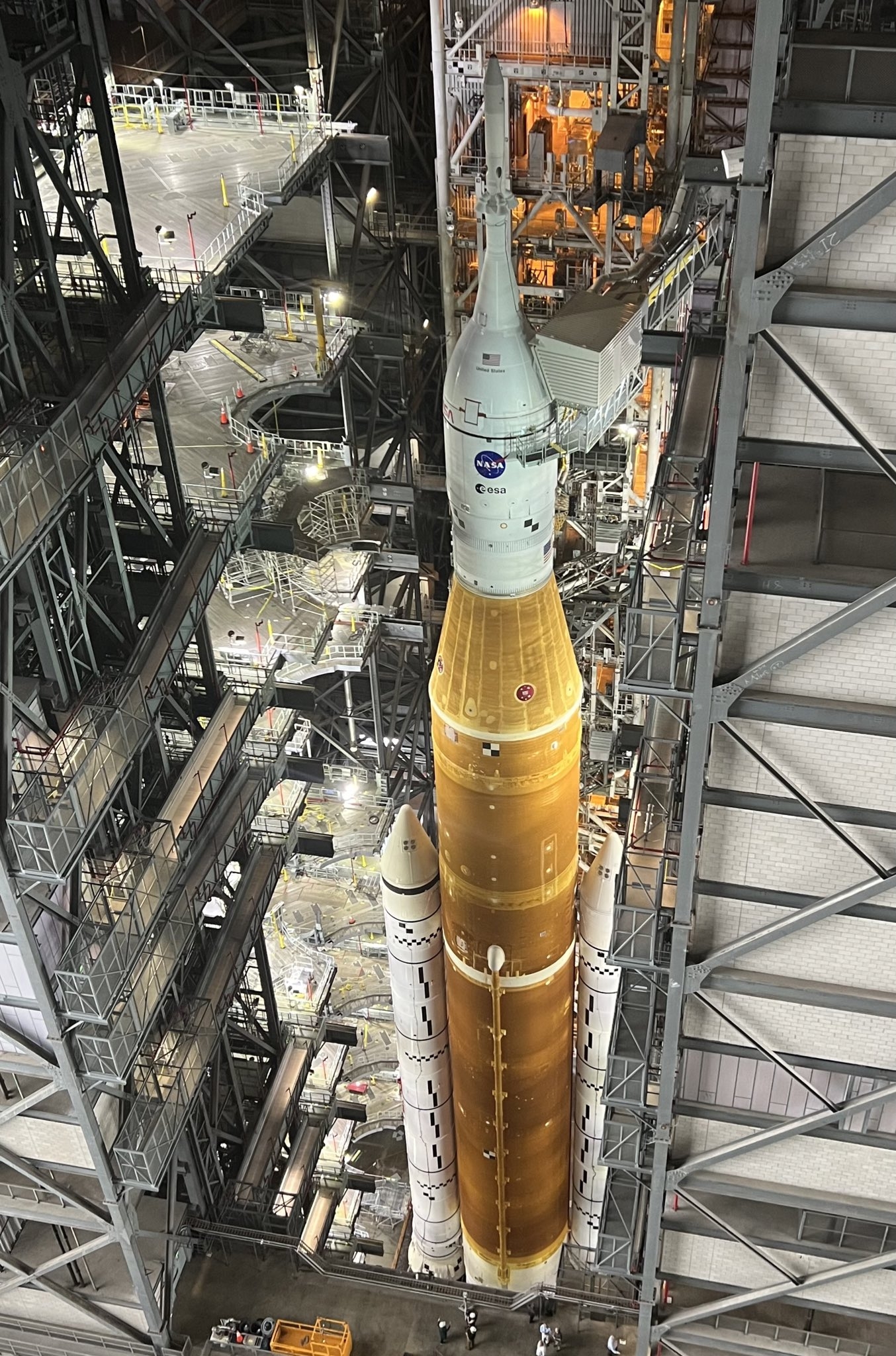
Le lanceur et le vaisseau Orion complètement assemblé dans le bâtiment VAB peu avant son transfert vers le pas de tir.

En juillet 2021, l'assemblage du premier exemplaire du lanceur SLS débute dans la baie 3 du bâtiment VAB du centre spatial Kennedy. Le premier étage et les propulseurs d'appoint sont installés sur la plateforme de lancement mobile, puis un mois plus tard le deuxième étage ICPS. Débutent alors les tests d'intégration de la fusée qui s'achèvent en septembre. En octobre, le vaisseau Orion est installé au sommet du lanceur et une deuxième séquence de test d'intégration s'achève en mars 2022. La plateforme de lancement mobile supportant la fusée est alors déplacée jusqu'au pas de tir 39B d'où la mission Artemis I doit être lancée. Débute alors la répétition des opérations de lancement. Durant ces tests qui comprennent le remplissage des réservoirs de la fusée et la simulation d'un compte à rebours, plusieurs anomalies sont mises en évidence dont notamment une fuite dans une des conduites alimentant les réservoirs ainsi qu'une valve bloquée. La correction de ces problèmes nécessite que le lanceur soit rapatrié dans le VAB, ce qui remet en cause la date du lancement d'Artemis 1 programmé en août 2022. Toutefois les réparations sont effectuées rapidement et la fusée est de retour sur le pas de tir début juin 2022. Une répétition du lancement est menée presque jusqu'à son terme le 20 juin avec quelques anomalies mineures. Le lanceur doit réintégrer le VAB pour la correction des dernières anomalies constatées et la préparation du lancement qui pourrait intervenir à compter de fin août.
Les deux premières tentatives de lancement du SLS les 29 août et 3 septembre 2022 sont infructueuses, en raison de problèmes techniques de valves et de fuites. La prochaine fenêtre de lancement retenue par la NASA s’étend du 23 au 27 septembre 2022.
Le lanceur décolle le 16 novembre 2022 dans le cadre de la mission Artemis I.

## Configurations

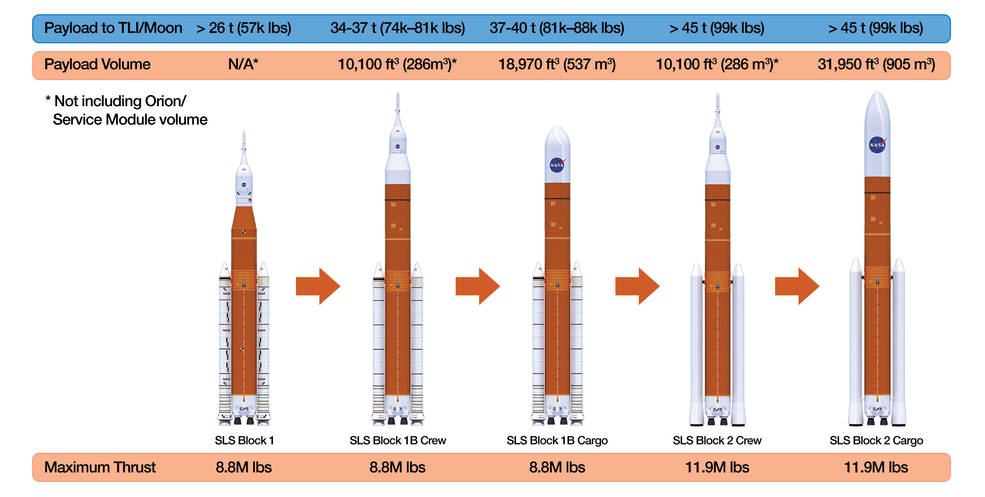
Les différentes versions du SLS.

Quatre versions du lanceur ont été étudiées, dont trois ont été retenues : le Bloc 0 (annulé) puis les Blocs I, IB et II. Les trois versions retenues comportent deux étages cryotechniques (oxygène/hydrogène) et deux propulseurs d'appoint à propergol solide. Courant 2020 seule la version Bloc I est en développement : 

### Bloc I
Le bloc I est la version qui sera utilisée pour lancer les missions Artemis I, II et III. Elle utilise un deuxième étage ICPS relativement peu puissant directement dérivé de l'étage supérieur du lanceur Delta IV et propulsé par un unique moteur RL-10 B2 ou C2. Cette version permet d'injecter une masse supérieure à 27 tonnes sur une trajectoire de transfert vers la Lune.

### Bloc IB

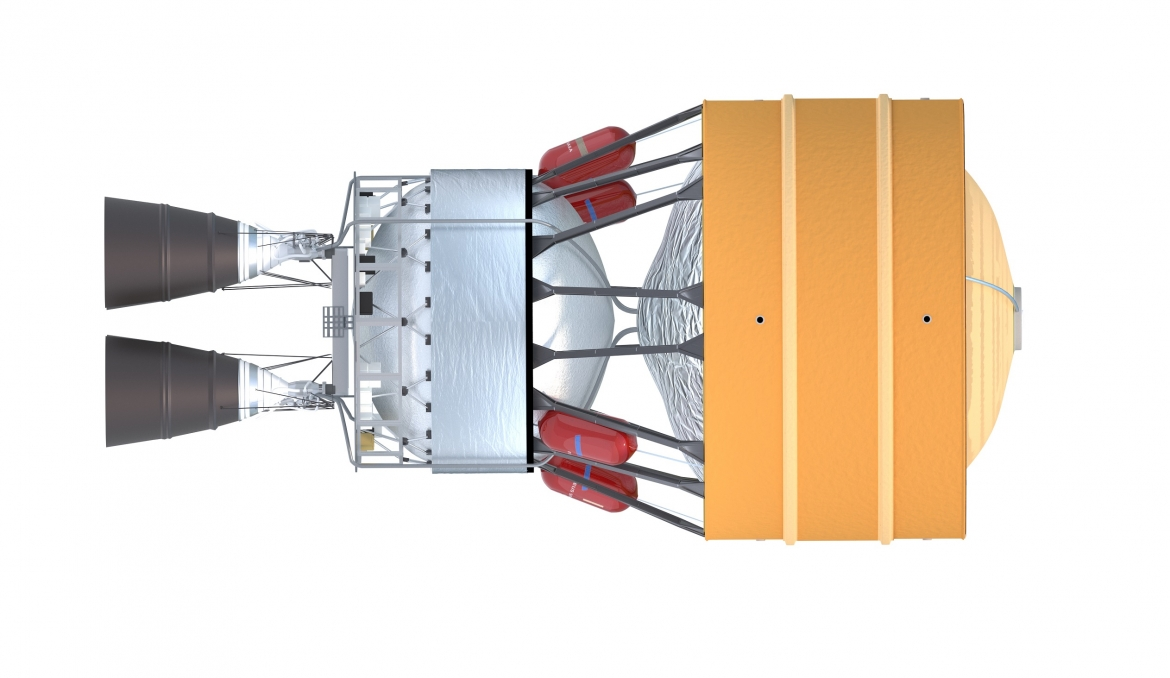
Schéma de l'étage EUS qui sera utilisé par la version Bloc 1B du SLS.

La version bloc IB, caractérisée par un étage supérieur EUS plus puissant, devrait effectuer son premier vol vers 2025 si elle est financée, ce qui n'était pas le cas courant 2020. Cette version se caractérise par un deuxième étage, l'Exploration Upper Stage (EUS), entièrement nouveau qui équipe également le bloc 2 du SLS. Cet étage est propulsé par quatre RL-10 C3. Cette version du moteur se distingue de la précédente au niveau de la partie basse de la tuyère qui prolonge la partie haute solidaire de la chambre de combustion. Sur la version C3, cette partie basse comprend deux parties en composite carbone et est fixe alors que, sur la version B2, elle est composée de trois parties et est déployée en orbite après séparation du premier étage du lanceur. La partie haute de la tuyère du C3 est refroidie par circulation d'ergols tandis que la partie basse utilise le refroidissement radiatif. Dans cette version, le lanceur peut injecter une masse de 42 tonnes sur une trajectoire de transfert vers la Lune. D'une masse de 3 000 tonnes et d'une hauteur de 111 mètres, cette version est comparable au lanceur Saturn V (respectivement 3 038 tonnes et 110 mètres). Sa capacité de mise en orbite basse est de 130 tonnes, proche du record de 140 tonnes de Saturn V. Le diamètre du corps central est de 8,4 mètres.

### Bloc 2
La version Bloc 2, capable de placer 130 tonnes en orbite basse se différencie du bloc IB par ses propulseurs d'appoint. Ceux-ci seraient soit des propulseurs à propergol solide utilisant une enveloppe en matériau composite (carbone) beaucoup plus légère que l'acier employé jusque là, soit des moteurs à ergols liquides beaucoup plus performants qui permettent de faire passer la charge utile de plus de 46 tonnes sur une trajectoire de transfert vers la Lune, proche des 47 tonnes de Saturn V. Cette version demandée par les sénateurs et les représentants au lancement du projet n'est pas financée et le premier vol ne devrait pas intervenir avant 2030. 
Pour chacune de ces trois versions d'abord conçues pour lancer le vaisseau Orion, il est prévu une version cargo ayant une capacité légèrement supérieure. 
| Vol #   | Version | Moteurs du premier étage | Propulseurs d'appoint | Étage supérieur     | Charge utile en... | Charge utile en...      |
| Vol #   | Version | Moteurs du premier étage | Propulseurs d'appoint | Étage supérieur     | Orbite basse       | Injection trans-lunaire |
| ------- | ------- | ------------------------ | --------------------- | ------------------- | ------------------ | ----------------------- |
| 1       | Bloc 1  | RS-25D                   | RSRMV                 | ICPS avec RL10B-2   | 95 t               | >27 t                   |
| 2,3     | Bloc 1  | RS-25D                   | RSRMV                 | ICPS avec RL10C-2-1 | 95 t               | >27 t                   |
| 4       | Bloc 1B | RS-25D                   | RSRMV                 | EUS                 | 105 t              | 42 t                    |
| 5,6,7,8 | Bloc 1B | RS-25E                   | RSRMV                 | EUS                 | 105 t              | 42 t                    |
| 9...    | Bloc 2  | RS-25E                   | BOLE                  | EUS                 | 130 t              | >46 t                   |

## Utilisation

### Mission avec équipage
Le SLS est d'abord conçu pour placer le nouveau vaisseau spatial Orion, sans équipage à bord, sur une trajectoire lui permettant d'atteindre la Lune. C'est l'objectif de son premier vol Artemis I en 2022. Ce vaisseau devrait permettre des missions habitées vers la Lune, des astéroïdes et à terme doit lancer les différents modules permettant une mission habitée sur le sol martien.

### Version cargo
Le lanceur SLS pourrait également servir au lancement de missions lourdes d'exploration du Système solaire, en particulier les missions vers les planètes externes qui nécessitent avec les lanceurs existants de nombreuses manœuvres d'assistance gravitationnelle qui rallongent d'autant la durée du transit. Son utilisation est fortement envisagée pour la mission Europa Clipper, une sonde spatiale de six tonnes à destination d'Europe, satellite de Jupiter. Le recours au SLS permet d'adopter une trajectoire directe et de raccourcir ainsi de trois ans la durée du transit vers Europe. Toutefois ce choix s'accompagne d'un surcoût important. Alors que le lancement par une fusée commerciale (Delta IV Heavy ou Falcon Heavy) coûterait au plus 500 millions US$, le recours à la fusée SLS est évalué à 876 millions US$ par les officiels de la NASA ou à deux milliards US$ par les représentants de la Maison-Blanche qui incluent les coûts fixes induits par la nécessité pour Boeing de redimensionner ses installations pour produire la fusée pour un vol qui est prévu en 2023/2024. Toutefois, ce choix est poussé par le Congrès américain sans que les scientifiques et les ingénieurs de la NASA ne soient consultés.

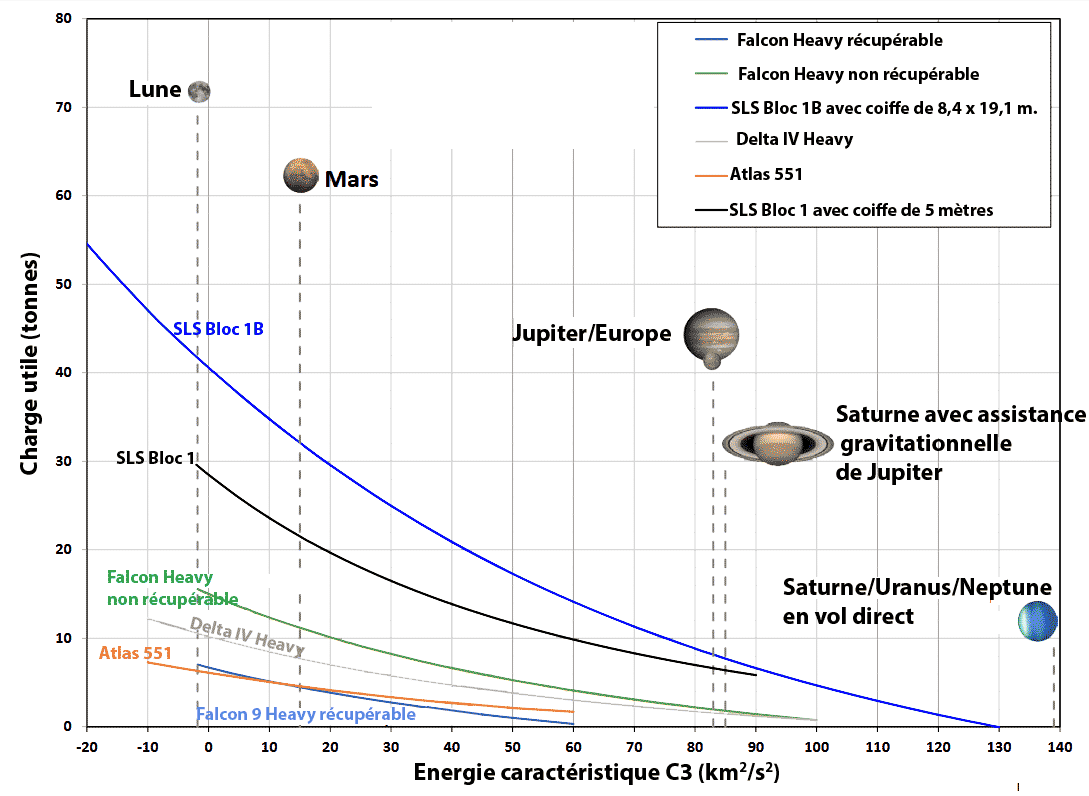
Performances de la version cargo des blocs 1 et 1B par rapport aux lanceurs existants.

| Destination                                                | C3 (en) (en MJ/kg) | Bloc 1      | Bloc 1B     | Bloc 2     |
| ---------------------------------------------------------- | ------------------ | ----------- | ----------- | ---------- |
| Orbite terrestre basse                                     |                    | 70 tonnes   | 97,5 tonnes | 130 tonnes |
| Injection sur trajectoire lunaire                          | ~2                 | 25,3 tonnes | 37,8 tonnes | 50 tonnes  |
| Injection sur trajectoire martienne                        | 11                 | 19,5 tonnes | 33 tonnes   | 45 tonnes  |
| Europe, lune de Jupiter (avec assistance gravitationnelle) | 28,9               | 12,9 tonnes | 25,1 tonnes |            |
| Europe, lune de Jupiter (trajectoire directe)              | 85,4               | 4,38 tonnes | 8,92 tonnes |            |
| Saturne/Encélade/Titan                                     | 106                | 2,72 tonnes | 5,12 tonnes |            |
| Uranus                                                     | 135,5              | 1,01 tonne  | 1,48 tonne  |            |

## Caractéristiques techniques de la version Bloc 1 du SLS
La version Bloc I du lanceur SLS, qui est la seule développée courant 2020, comporte un premier étage cryotechnique propulsé par quatre moteurs RS-25D/E dérivés des moteurs SSME de la navette (RS-24) et brûlant un mélange hydrogène/oxygène, deux propulseurs d'appoint à propergol solide qui fournissent 75 % de la poussée au décollage et un deuxième étage ICPS, également cryotechnique, qui est propulsé par un moteur RL-10 B2. Cette version du SLS a une masse au décollage de 2 628 tonnes et est haut de 97,84 mètres. La poussée au décollage est de 39 098 kN (environ 3 979 tonnes). Le lanceur peut placer sur une orbite basse de 110 km x 241 km une charge utile de 81 tonnes et, sur une orbite de 200 km × 1 806 km, de 61,7 tonnes.

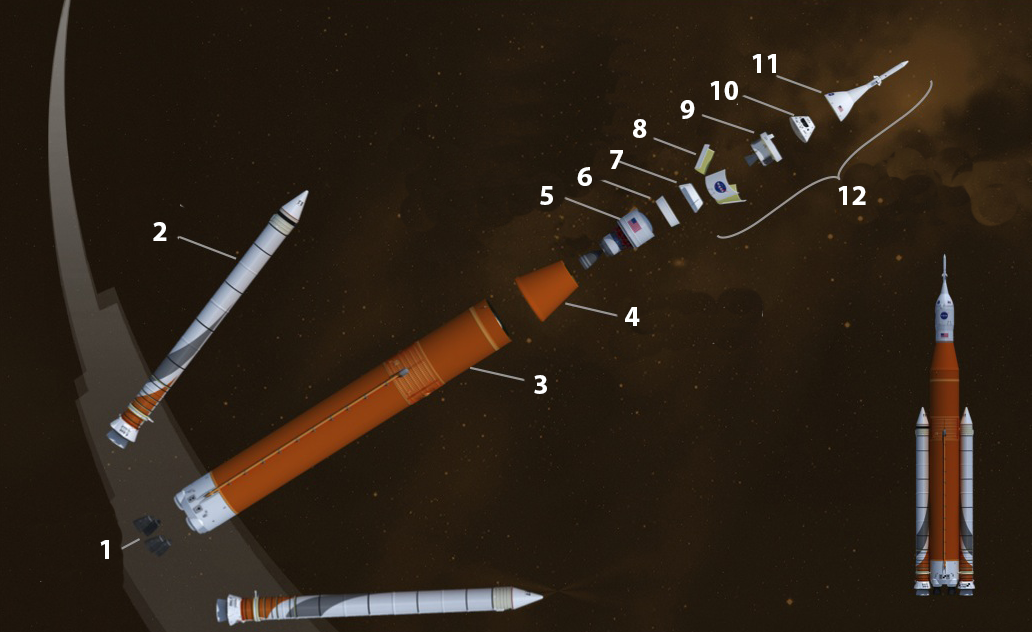
Schéma du lanceur SLS dans sa version Bloc 1. 1 Moteurs-fusées RS-25 (x4) - 2 Propulseurs d'appoint (×2) - 3 Premier étage - 4 Adaptateur d'étage - 5 Deuxième étage ICPS - 6 Adaptateur d'étage Orion - 7 Adaptateur du vaisseau - 8 Panneaux de protection du module de service - 9 Orion : module de service - 10 Orion : module de l'équipage - 11 Tour de sauvetage - 12 Charge utile.

### Premier étage

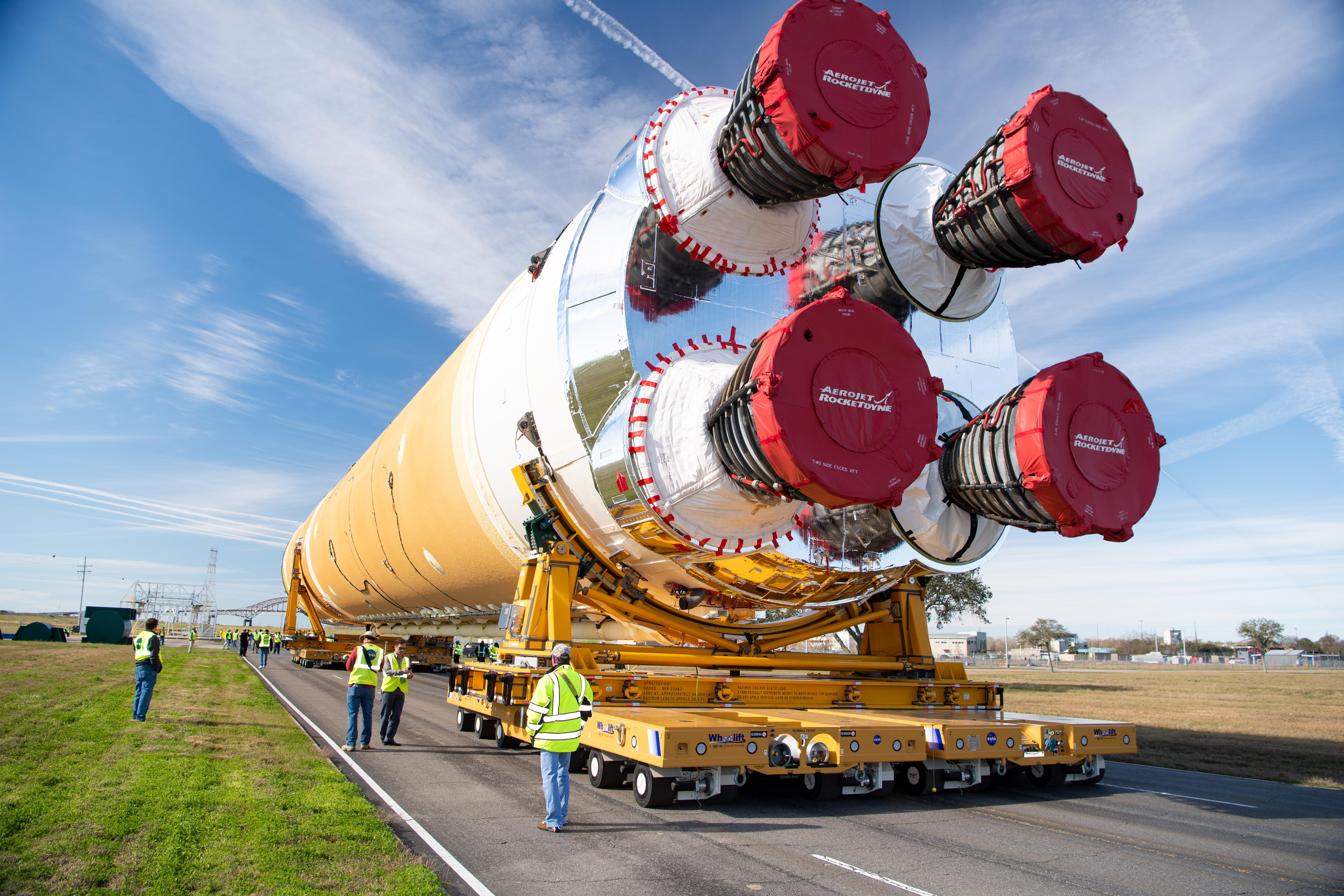
Le premier étage du lanceur SLS destiné au lancement de la mission Artemis I sort de l'usine de Michoud.

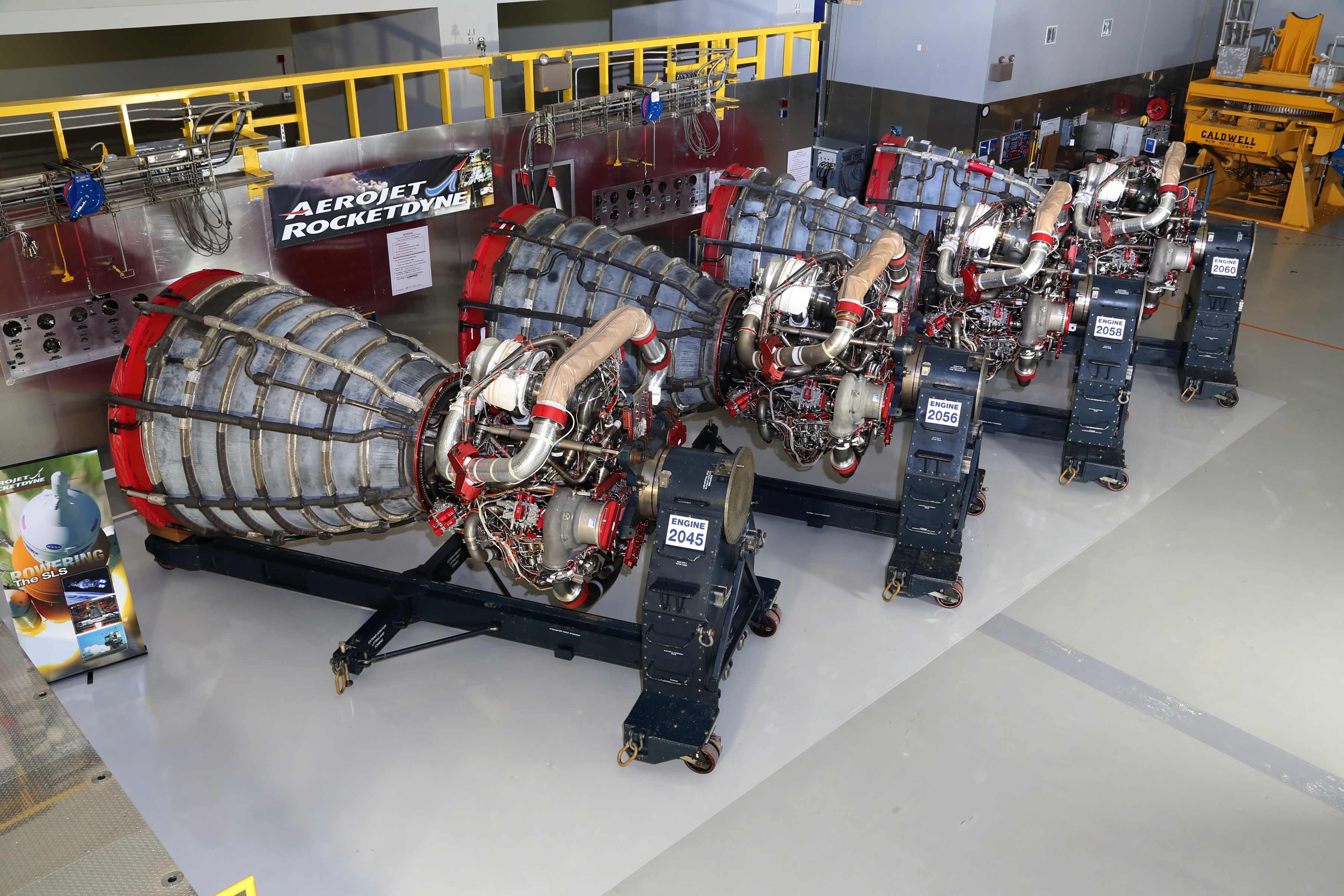
Les quatre moteurs RS-25 qui doivent propulser le premier exemplaire du SLS avant leur assemblage avec le premier étage.

Le premier étage (Core stage), s'il reprend le diamètre et le revêtement extérieur du réservoir externe de la navette spatiale américaine, est entièrement nouveau contrairement aux autres composants du lanceur. C'est le plus gros étage jamais construit depuis le début de l'ère spatiale. Il a une longueur de 61 mètres pour un diamètre de 8,4 mètres. Sa masse à vide est de 85,4 tonnes et, avec le plein d'ergols, de 979,5 tonnes. Les deux réservoirs de l'étage peuvent contenir 2 763 m3 d'hydrogène et d'oxygène liquides. Cet étage comprend cinq sous-ensembles : de bas en haut, la section sur laquelle sont fixés les moteurs-fusées qui contient également une partie de l'avionique de l'étage et sert de point d'attache inférieur aux propulseurs d'appoint, le réservoir d'hydrogène de 40 mètres de long et d'un volume de 2 032 m3, un anneau inter-réservoirs avec également de l'avionique et le point d'attache supérieur des propulseurs d'appoint, le réservoir d'oxygène de 742 m3 et enfin la jupe avant dans laquelle se trouve également une partie de l'avionique et les ordinateurs de vol. Le corps central est construit par Boeing,.

#### Propulsion
L'étage est propulsé par quatre moteurs RS-25E (« E » pour « Expendable », signifiant « jetable »). Ces moteurs sont fournis par la société Aerojet Rocketdyne. Le RS-25 D/E est une version légèrement modernisée des moteurs SSME de la navette spatiale américaine. Le moteur est particulièrement performant, car il brûle un mélange d'oxygène et d'hydrogène liquides et il utilise un cycle d'alimentation à combustion étagée. Par rapport à la version utilisée par la navette spatiale, il dispose d'un nouveau contrôleur, une meilleure isolation de la tuyère et une augmentation de la poussée qui atteint 109 % de la poussée nominale contre 104,5 % auparavant. La poussée est de 1 859 kN au niveau de la mer 2 227 kN dans le vide, soit respectivement de 190 tonnes et 232 tonnes. Contrairement à ceux de la navette spatiale, ils ne sont pas réutilisables, ce qui a permis de réduire leur poids et de diminuer leur coût. L'impulsion spécifique, moins performante que dans la version d'origine, est de 366 secondes au niveau de la mer et de 452 secondes dans le vide. Chaque moteur a une masse de 3 527 kg, est haut de 4,27 mètres pour un diamètre de 2,44 mètres. La tuyère a un rapport de section de 69 qui est typique des moteurs-fusées devant fonctionner à basse altitude,. Les lanceurs SLS doivent utiliser 16 moteurs déjà utilisés par la navette spatiale et qui ont été stockés depuis l'arrêt de celle-ci. Ainsi le lanceur de la mission Artemis I utilise quatre moteurs qui ont tous volé plusieurs fois, le plus ancien ayant effectué son premier vol en 1998 et ayant effectué en tout 12 vols. Pour pouvoir mener à bien le programme Artemis, compte tenu que les moteurs du SLS ne seront pas réutilisables, la chaîne de fabrication a été relancée, dans le cadre d'un contrat de 1,79 milliard US$ passé en mai 2020, pour produire 18 moteurs dont le coût de fabrication devrait être 30 % plus faible et qui devraient être légèrement plus puissants. 
Le premier étage est construit par Boeing dans le centre d'assemblage de Michoud et reprend la couleur orange du réservoir externe de la navette spatiale américaine (il s'agit de la couleur de la mousse isolante, l'absence de peinture permettant à la NASA de réduire le poids de l'étage et de réaliser des économies). Cet étage est commun aux différentes versions du SLS.

Premier étage
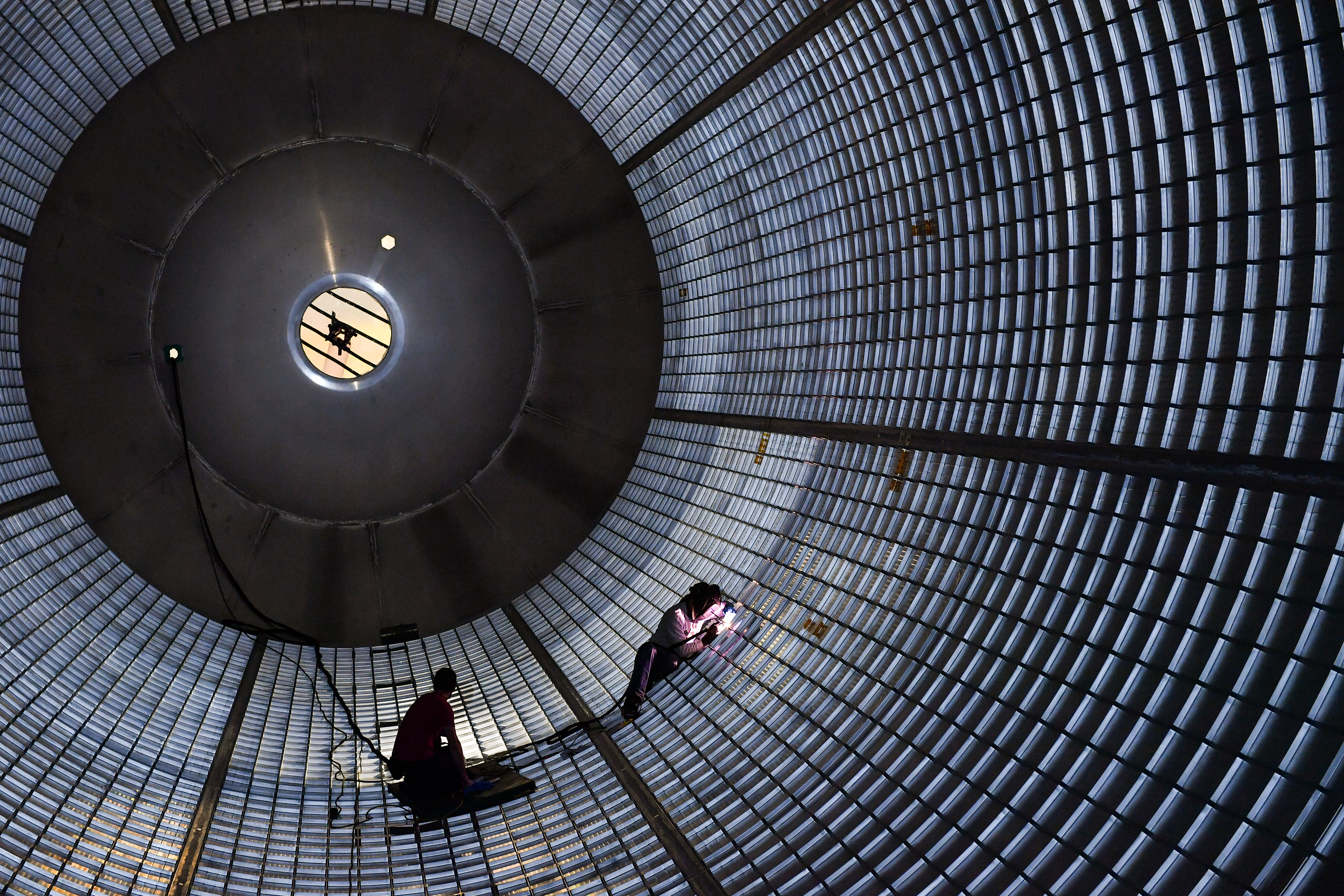
Opération de soudure à l'intérieur du réservoir d'hydrogène du premier étage.
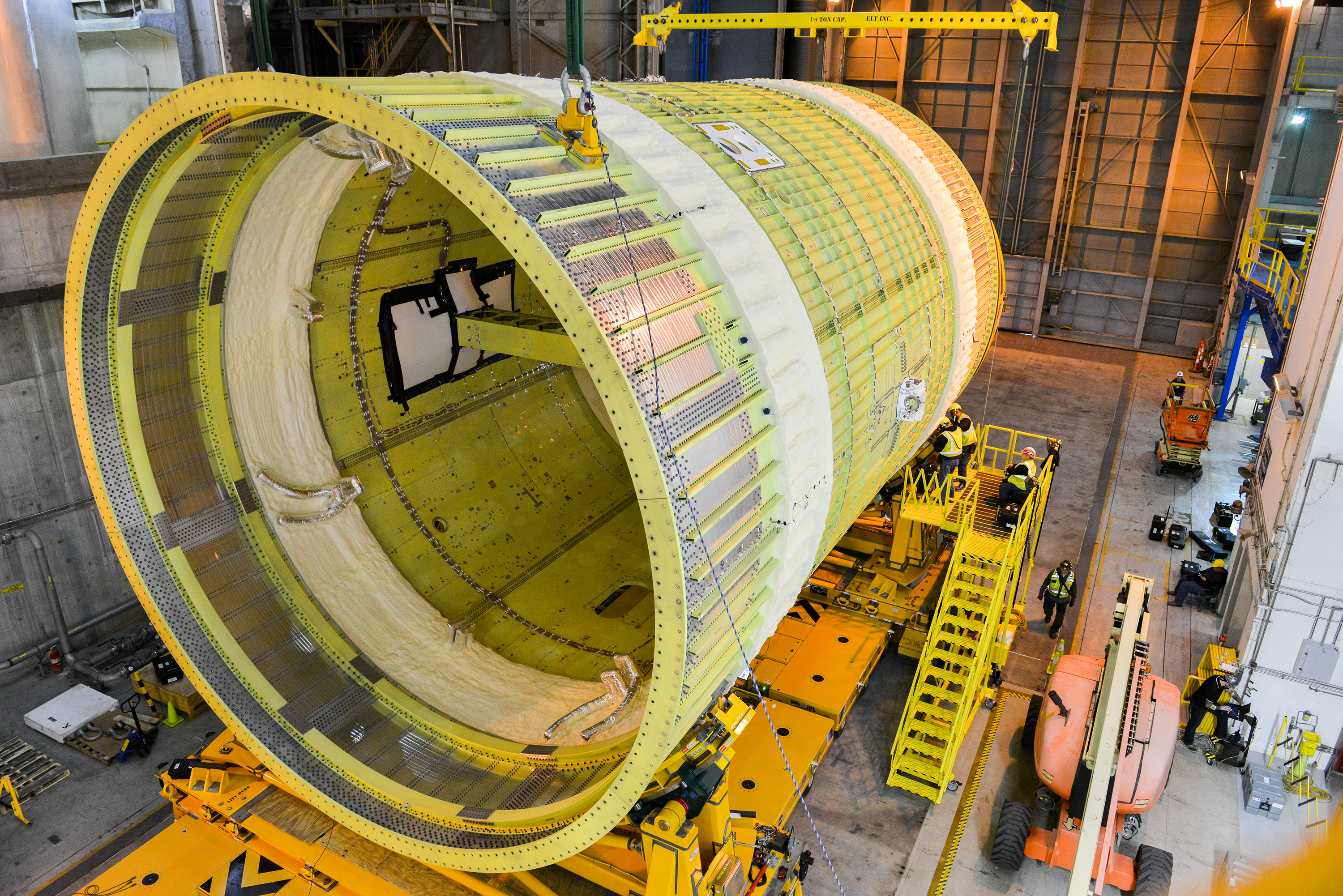
Intertank : partie centrale de l'étage assurant la jointure entre les deux réservoirs.

### Propulseurs d'appoint
Le lanceur utilise deux propulseurs d'appoint à propergol solide RSRMV qui fournissent 80 % de la poussée totale au décollage. Ces propulseurs dérivent des propulseurs d'appoint à poudre de la navette spatiale américaine (SRB). Ils sont toutefois plus longs (la poussée est supérieure de 20 %) grâce à l'ajout d'un segment. Les autres modifications portent sur la suppression du système de récupération (suppression du parachute situé dans la pointe avant), l'agrandissement de la tuyère, l'amélioration du système hydraulique d'inclinaison de la tuyère et la modification du point d'attache inférieur au corps du lanceur. La plupart de ces modifications ont été implémentées pour la mise au point du lanceur Ares V. Chaque propulseur d'appoint a une longueur de 53 mètres pour un diamètre de 3,71 mètres. Sa masse au lancement est de 733,1 tonnes pour une masse à vide de 85,4 tonnes. La poussée au décollage est de 16 013 kN au sol, ce qui pour les deux propulseurs représente une poussée totale de 2 622 tonnes. La durée de combustion est de 126 secondes. Chaque propulseur d'appoint est composé de cinq segments dont trois segments centraux, le segment supérieur de forme aérodynamique dans lequel est logé le système de mise à feu et les systèmes électroniques et un segment inférieur qui comprend la tuyère qui peut être inclinée de cinq degrés grâce à des vérins hydrauliques. Ces derniers s'appuient sur une jupe prolongeant le propulseur d'appoint. Le propulseur d'appoint est constitué d'une enveloppe en acier dans lequel a été coulé un bloc de poudre (un mélange constitué principalement d'aluminium et d'oxydant) dont l'axe central est évidé. La mise à feu est déclenchée par un petit bloc de propergol solide, lui-même allumé par une charge pyrotechnique, qui produit une longue flamme. Celle-ci déclenche la combustion du bloc de poudre tout au long de l'orifice central. Contrairement à un moteur à ergols liquides, la poussée d'un moteur à propergol solide ne peut pas être modulée en réduisant directement la quantité d'ergols brûlés. On y parvient toutefois en donnant une géométrie particulière à l'orifice central. La poussée maximale est nécessaire au décollage, mais elle doit être réduite par la suite pour que l'accélération ne devienne pas trop forte au fur et à mesure de l'allègement de la fusée. Pour y parvenir, l'orifice central du bloc de poudre des deux segments d'extrémité a une section en étoile : la surface brûlant au début est bien supérieure que dans les segments centraux à l'orifice cylindrique, mais diminue rapidement. Les propulseurs d'appoint du lanceur SLS sont produits par Northrop Grumman dans son usine située au nord de Salt Lake City dans l'Utah puis convoyés par voie ferrée jusqu'au centre spatial Kennedy en Floride pour y être assemblés entre eux puis avec le lanceur,. Il était envisagé de les remplacer par des propulseurs d'appoint à ergols liquides, afin d'améliorer la poussée produite. 

Propulseurs d'appoint
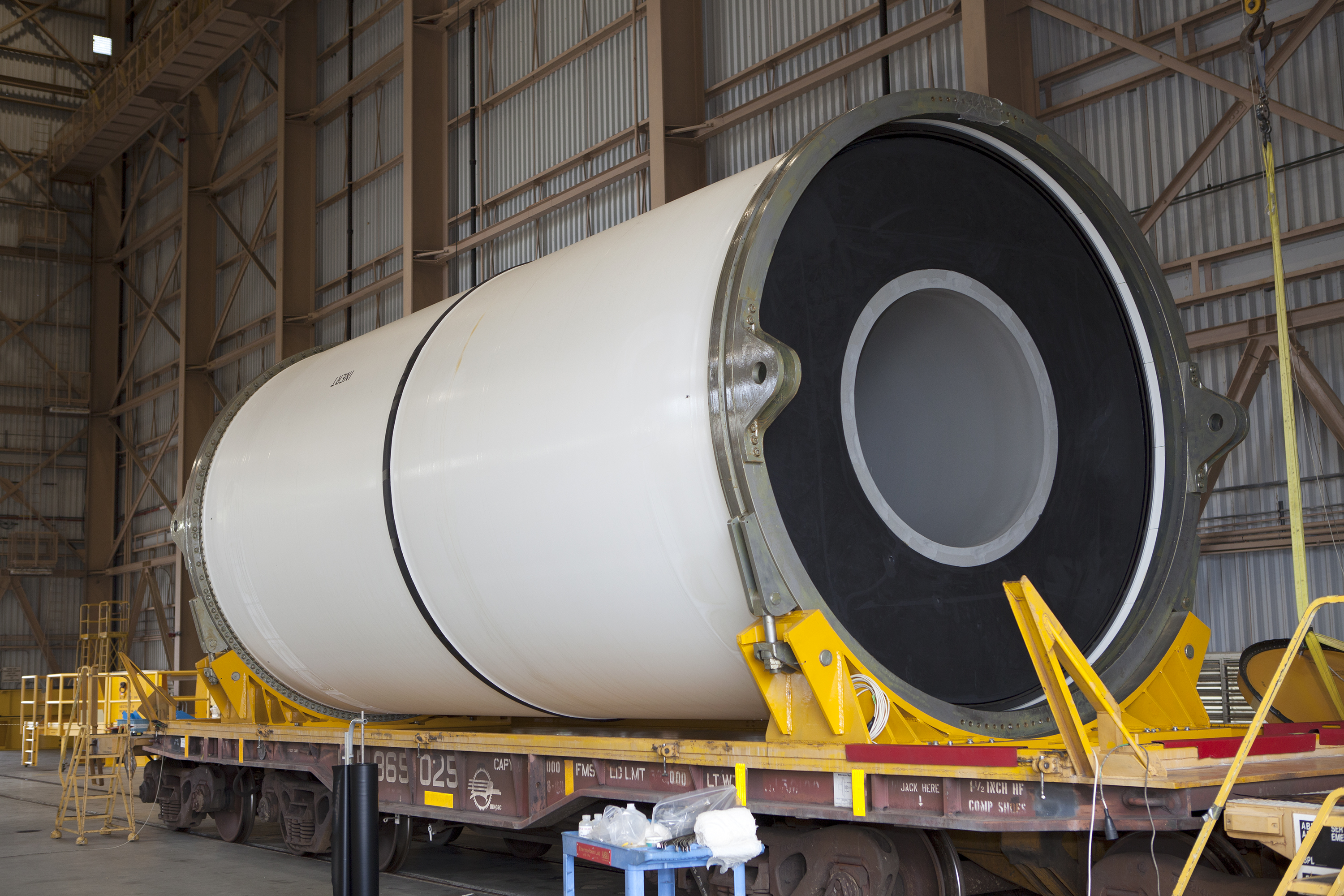
Un des cinq segments des propulseurs d'appoint.
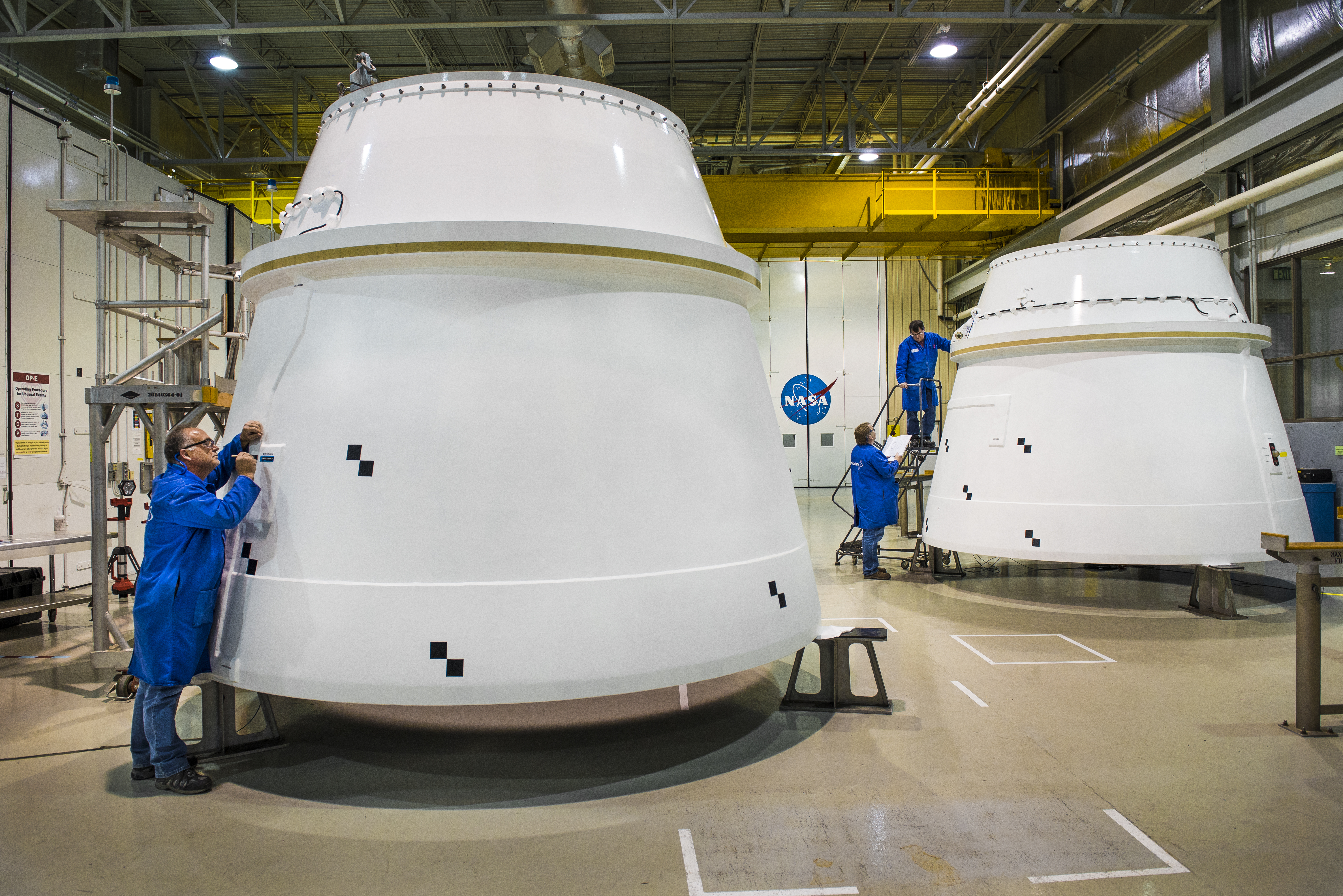
Tuyères de propulseur d'appoint.

### Étage supérieur: l'ICPS
La version Bloc 1 utilise l'étage ICPS (Interim Cryogenic Propulsion Stage en français « Étage de Propulsion Cryogénique Provisoire »), dérivé du second étage du lanceur Delta IV. Long de 13,70 mètres pour un diamètre de 5,10 mètres, l'ICPS a une masse à vide de 4 tonnes et de 32 tonnes une fois les ergols chargés. Il est propulsé par un moteur-fusée à ergols liquides RL-10B2 unique de 110 kN de poussée développé par la société Aerojet et brûlant un mélange d'hydrogène liquide et d'oxygène liquide. L'étage est fabriqué par ULA (le constructeur de la fusée Delta IV) dans son usine de Decatur dans l'Alabama. L'IPSC est en fait une version légèrement modifiée de l'étage utilisée par la Delta IV. Le réservoir d'hydrogène est rallongé de 46,7 centimètres, un deuxième réservoir d'hydrazine (utilisé par les moteurs de contrôle d'attitude) a été ajouté et le système de navigation a été modifié. Un système de purge utilisant de l'hélium a été ajouté au moteur RL-10 pour le redémarrage du moteur en vol.
Une structure conique haute de 8,4 mètres et d'une masse de 4,5 tonnes, le LVSA (Launch Vehicle Stage Adapter), relie le premier étage à l'ICPS. La forme conique permet de rattraper la différence de diamètre entre le premier étage (8,4 mètres) et l'ICPS (5 mètres). Le LVSA entoure la longue tuyère du moteur-fusée RL-10 et le réservoir d'oxygène de l'étage (partie inférieure de l'étage ICPS). Une partie de l'avionique du premier étage y est fixée sur sa paroi interne. Le LVSA est constitué de panneaux d'aluminium soudés entre eux, encadrés par deux anneaux dans le même matériau. Comme le premier étage, la structure est recouverte à l'extérieur d'une couche d'isolant thermique orange qui la préserve de l'échauffement découlant du frottement de l'atmosphère que la fusée traverse à grande vitesse. Lors de la séparation du second et du premier étages, cette structure reste solidaire de ce dernier et est donc larguée. Le LVSA est fabriqué par Teledyne Brown Engineering,,.

Second étage
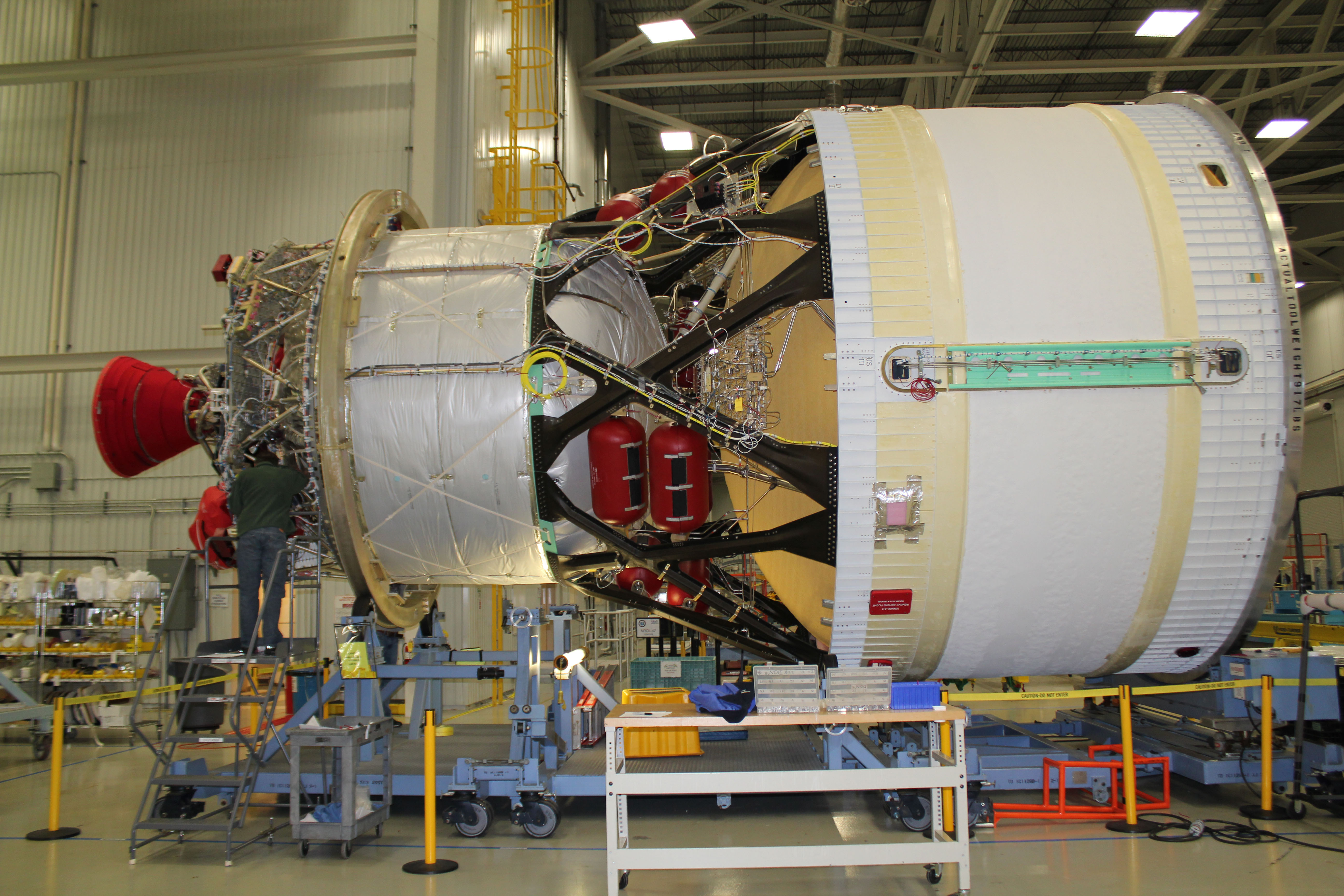
Le deuxième étage ICPS utilisé par la mission Artemis I.
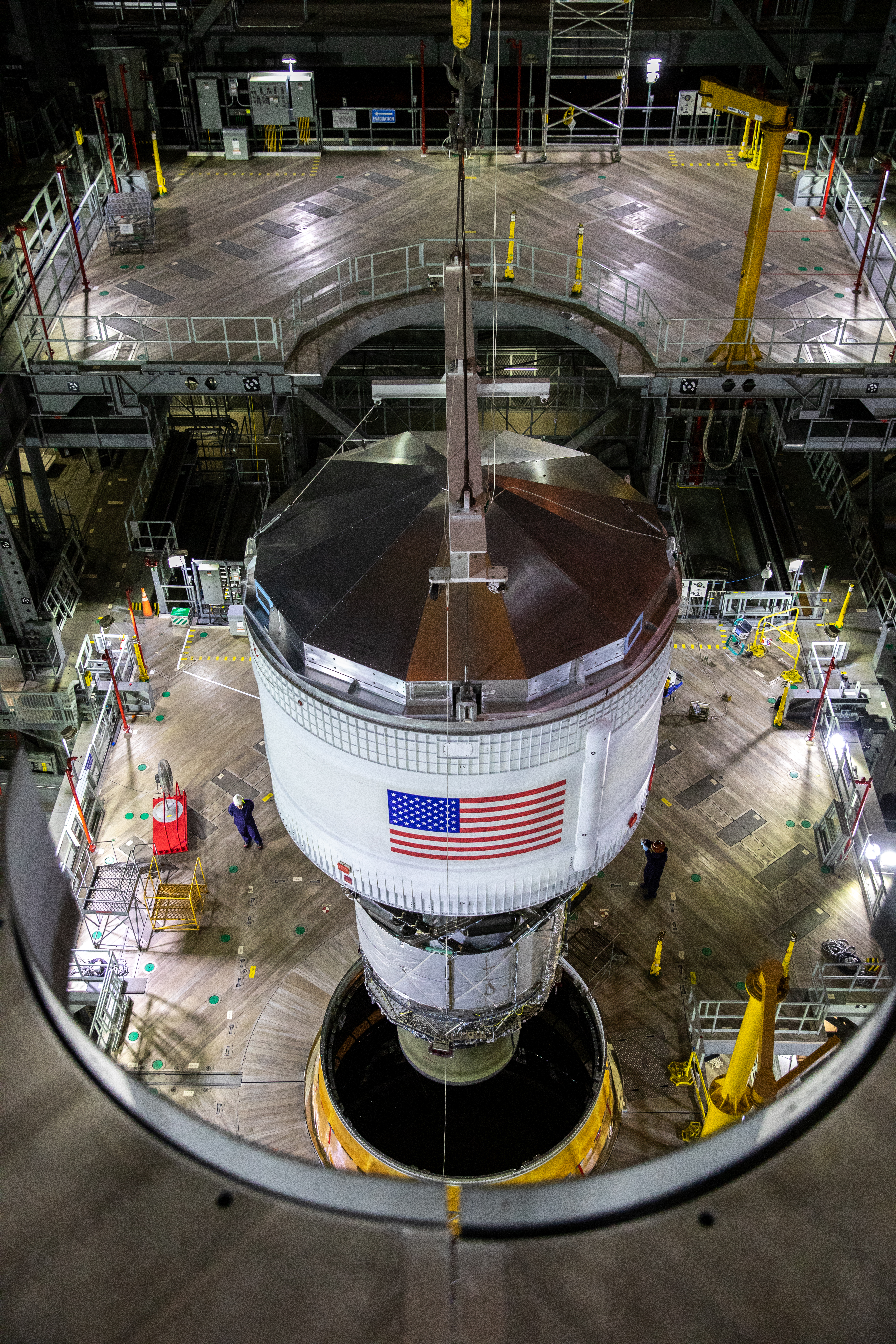
L'étage ICPS d'Artemis I est assemblé avec le premier étage dans le bâtiment d'assemblage de la fusée.

### Charge utile: le vaisseau Orion

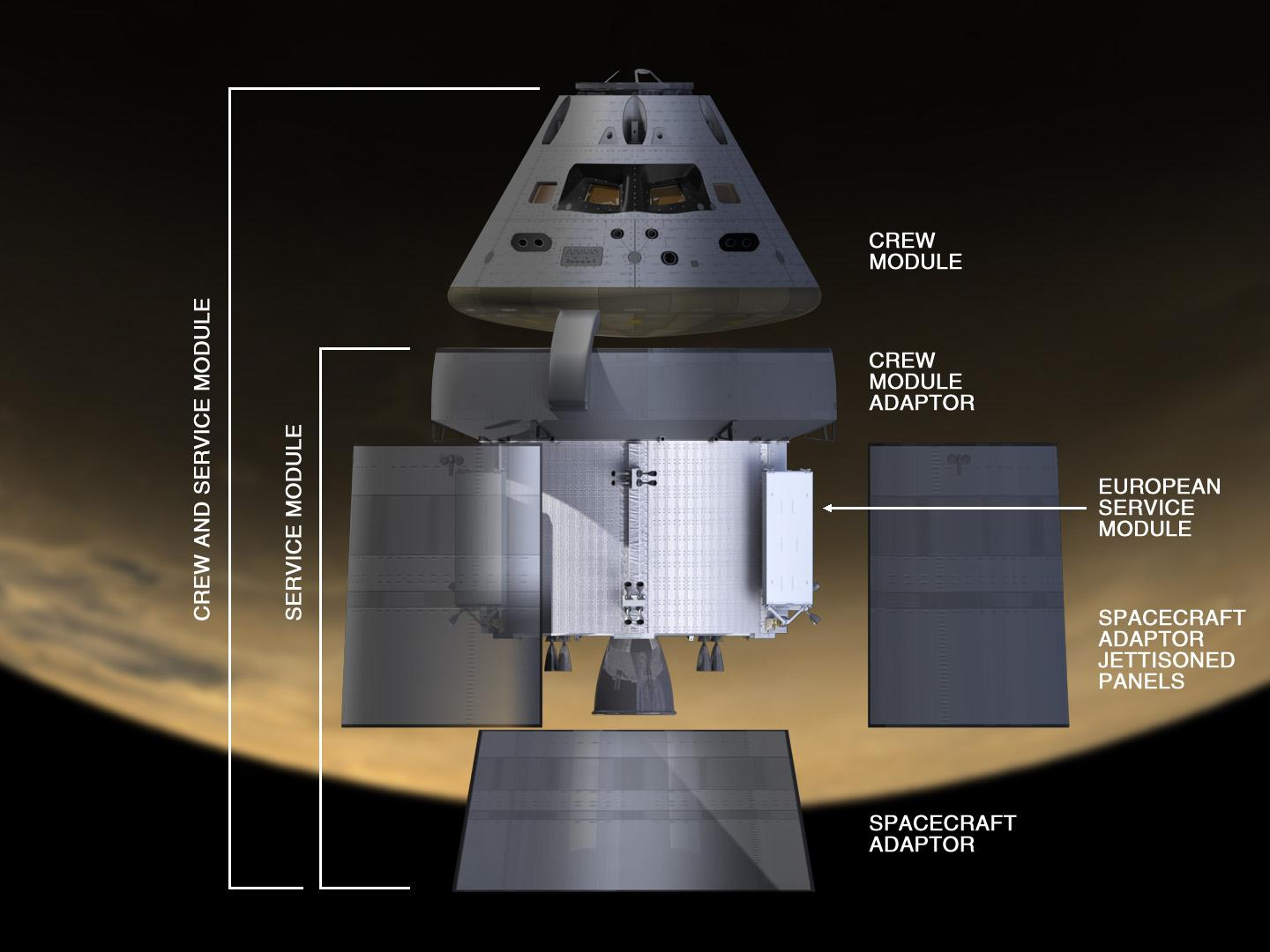
Composants du vaisseau Orion avec les panneaux protégeant le module de service et l'adaptateur le reliant à l'étage supérieur ICPS.

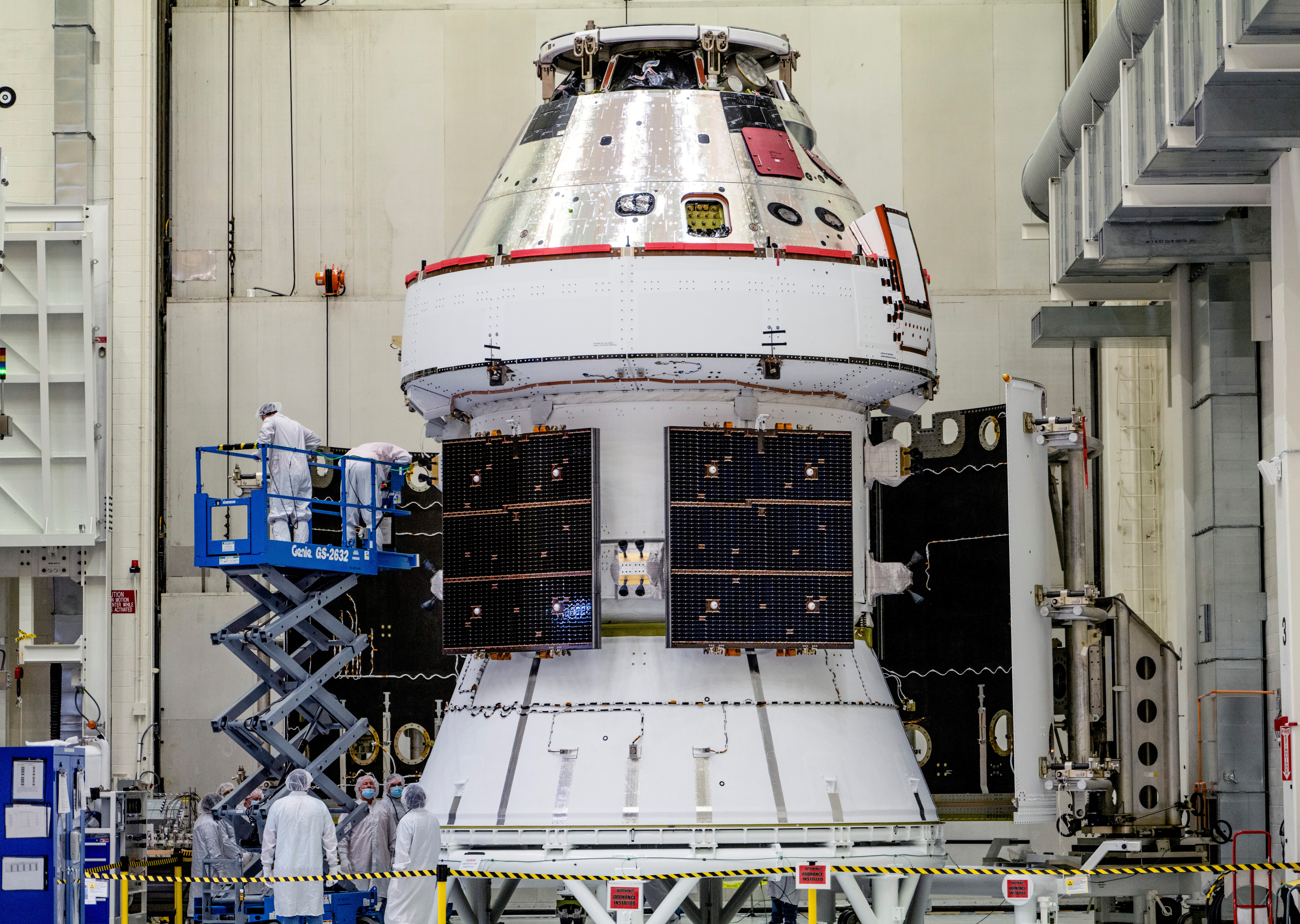
Le vaisseau Orion peu avant son installation au sommet du lanceur pour la mission Artemis 1.

Le lanceur SLS est d'abord conçu pour lancer le vaisseau spatial lourd Orion, qui doit transporter des équipages sur une trajectoire lunaire, voire interplanétaire. Le vaisseau est composé d'un module de commande où se tient l'équipage et d'un module de service qui regroupe les équipements servant de support : propulsion, production d'énergie, une partie du système de support de vie. Le vaisseau est complétement encapsulé, d'une part, par la tour de sauvetage qui le coiffe, chargée d'arracher la capsule au lanceur pour préserver l'équipage en cas de défaillance de la fusée durant les premières minutes de vol, et, d'autre part (au niveau du module de service), par des panneaux qui sont largués après avoir franchi les couches épaisses de l'atmosphère. Un adaptateur légèrement conique, haut de 1,5 mètre et fabriqué par le centre de vol spatial Marshall, relie Orion à l'étage supérieur ICPS. L'ensemble a une masse de 33,5 tonnes dont 24 tonnes pour le vaisseau, 7,4 tonnes pour la tour de sauvetage et 1,8 tonnes pour l'adaptateur et les panneaux,. Le module de commande qui contient l'équipage est fabriqué par Lockheed Martin dans l'établissement de la NASA de Michoud. Le module de service est quant à lui fourni par l'Agence spatiale européenne et dérive du véhicule automatique de transfert européen, le véhicule de ravitaillement autonome de la Station spatiale internationale. 
L'énergie est produite par des panneaux solaires rectangulaires déjà utilisés sur l'ATV qui remplacent les panneaux circulaires envisagés initialement par la NASA et Lockheed Martin.

### Tour de sauvetage
La tour de sauvetage est un équipement aux caractéristiques bien maîtrisées puisqu'il a été utilisé par les vaisseaux Mercury et Apollo, et qu'il est toujours employé sur les vaisseaux russes Soyouz. La tour de sauvetage du vaisseau Orion a été développée et mise au point comme le vaisseau Orion dans le cadre du programme Constellation. Elle prend la forme d'un long cylindre fixé par une jupe au sommet de la capsule Orion. Ce cylindre abrite un système de propulsion à propergol solide chargé d'arracher la capsule au lanceur et de l'en éloigner en cas de défaillance de celui-ci. Une poussée de 180 tonnes est exercée durant trois secondes et éloigne le vaisseau Orion de la fusée à une vitesse de 800 km/h en imposant une accélération maximale d’environ 11 g. L'ensemble formé par la capsule et la tour de sauvetage est instable et durant le fonctionnement du système propulsif, huit petits générateurs de gaz sont utilisés en permanence pour maintenir son orientation. Le dispositif est conçu pour pouvoir être utilisé alors que la fusée est encore au sol : la tour de sauvetage élève la capsule de plus de deux kilomètres avant que celle-ci ne retombe, ce qui laisse le temps aux parachutes de se déployer et de permettre un atterrissage en douceur. Lorsque le vol se déroule normalement, la tour de sauvetage est larguée dès que la fusée se trouve au-dessus de la couche atmosphérique épaisse, soit 3 minutes et 30 secondes après le décollage.

## Installations de lancement
Le lanceur SLS doit décoller du pas de tir 39B utilisé autrefois par la navette spatiale américaine. Il s'agit d'un des deux pas de tir du complexe de lancement 39 situé au centre spatial Kennedy en Floride. La fusée est assemblée dans le bâtiment VAB sur sa plateforme de lancement mobile de lancement, puis transportée jusqu'au pas de tir par le transporteur à chenilles.

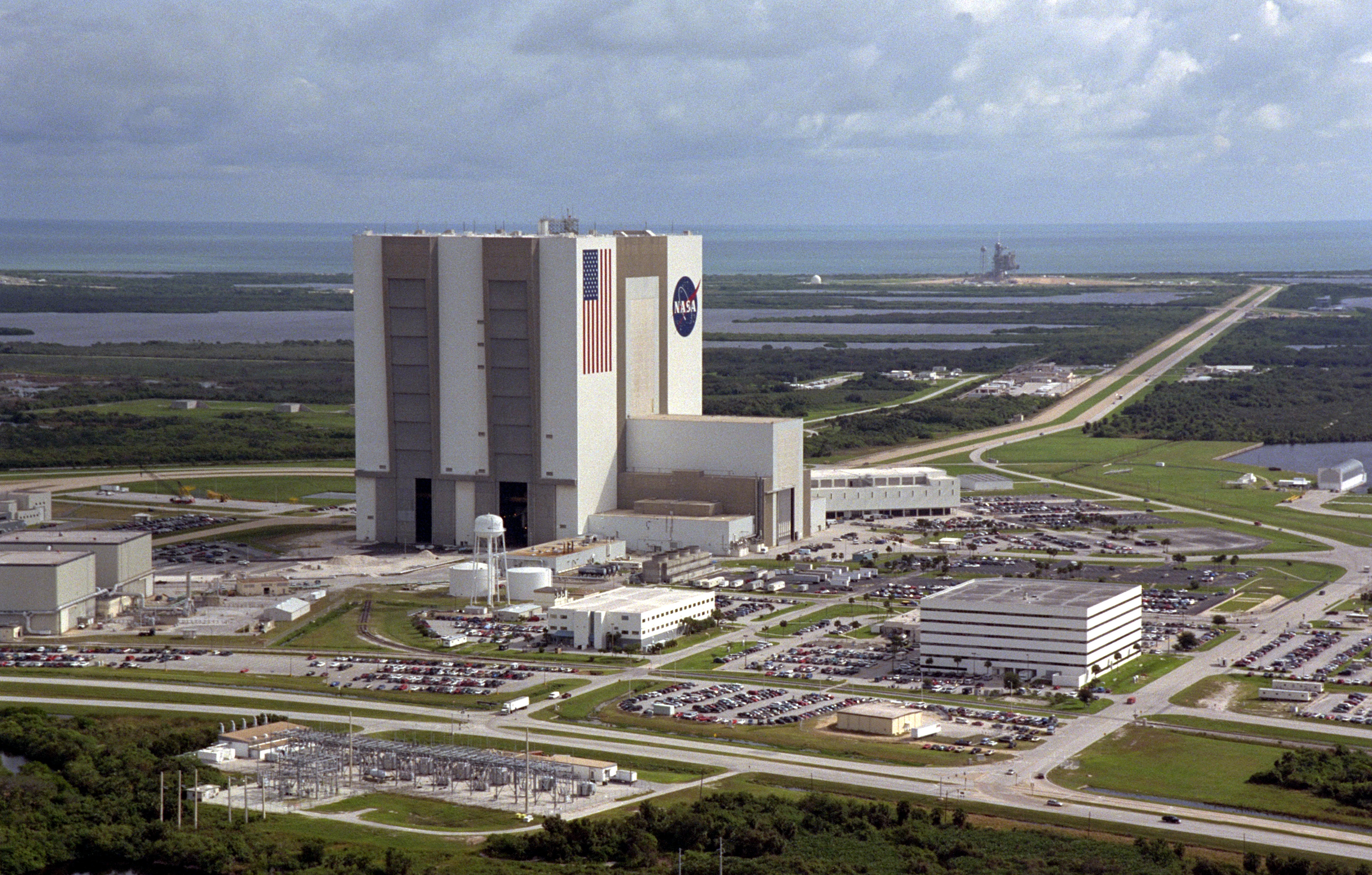
Une partie des installations fixes du complexe dont le VAB (le plus imposant)

### Le bâtiment d'assemblage (VAB)
Le lanceur Space Launch System est assemblé dans le VAB (Vehicle Assembly Building) à partir des éléments qui sont transférés par rail ou voie maritime (premier étage). Il est bordé par un canal qui permet à des navires d'accéder à la mer. Le VAB est l'un des plus grands bâtiments existant au monde : haut de 160 mètres, il fait 218 mètres de long sur 158 mètres de large. Il comprend deux bâtiments de hauteurs inégales accolés l'un à l'autre. La partie la plus haute est compartimentée en quatre sous-ensembles (les baies d'assemblage) dotés chacun d'une porte extérieure haute de 139 mètres permettant de faire passer la fusée assemblée sur sa plateforme de lancement mobile. Chaque baie comprend plusieurs ponts roulants, dont certains ont une capacité de levage de 325 tonnes, et onze plateformes rétractables permettant d'accéder au lanceur à différentes hauteurs (la plateforme A située à 105 mètres de haut au-dessus du sol permet d'intervenir sur le vaisseau Orion tandis que la plateforme K située à 26 mètres de haut permet d'accéder à la partie basse des accélérateurs d'appoint. Le SLS est assemblé dans la baie numéro 3.

### Le centre de contrôle
Le centre de contrôle (Launch Control Center LCC) abrite les installations qui permettent d'effectuer les répétitions des lancements et de contrôler le lancement effectif. Il est abrité dans un grand bâtiment (115 mètres de long pour 55 mètres de large) de quatre étages situé à l'angle sud-est du bâtiment d'assemblage des lanceurs (le VAB). Il contient les installations électroniques et informatiques qui permettent de contrôler le fonctionnement du lanceur au sol et en vol. Au troisième étage se trouvent quatre salles de contrôles de tir qui permettent chacune de suivre les opérations de préparation et de lancement d'une fusée. Chaque salle contient un ensemble d'équipements permettant aux opérateurs de contrôler et suivre les opérations : le Checkout, Control and Monitor Subsystem (CCMS). Le bâtiment contient également des bureaux et des salles de conférences.

### La plateforme de lancement mobile

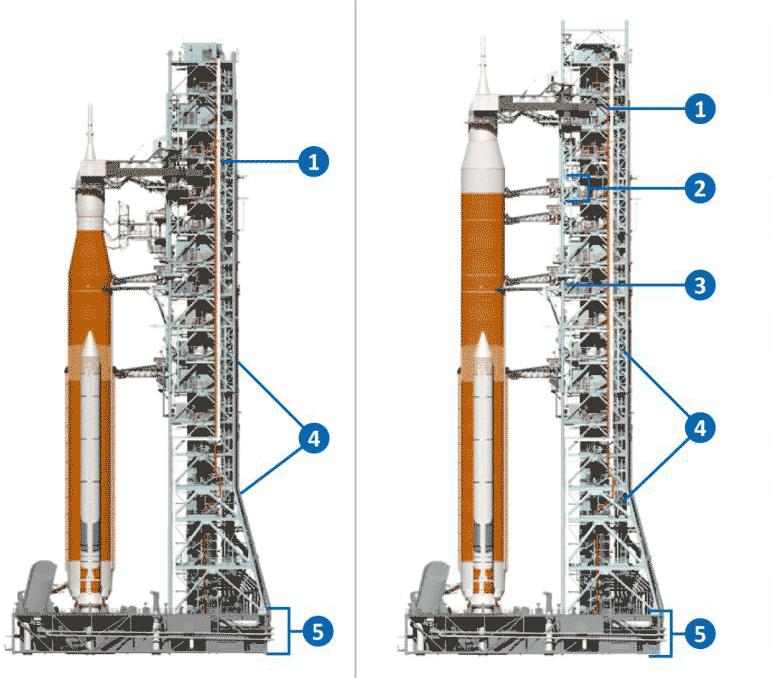
Les plateformes de lancement mobiles de la fusée SLS ML-1 (bloc 1) et ML-2 (bloc 1B) : 1 Pour ML-2 la passerelle utilisée par l'équipage pour accéder au module Orion et la liaison ombilicale du module de service sont situés plus haut - 2 : Sur ML-2 une nouvelle liaison ombilicale est nécessaire pour le deuxième étage EUS - 3 Les stabilisateurs de ML-2 sont situés plus haut - 4 Les connexions structurelles sont différentes pour prendre en compte la taille et le poids supérieur du SLS bloc 1B - 5 La base des deux versions est identique mais les connexions structurelles doivent être adaptées pour prendre en compte la masse plus importante.

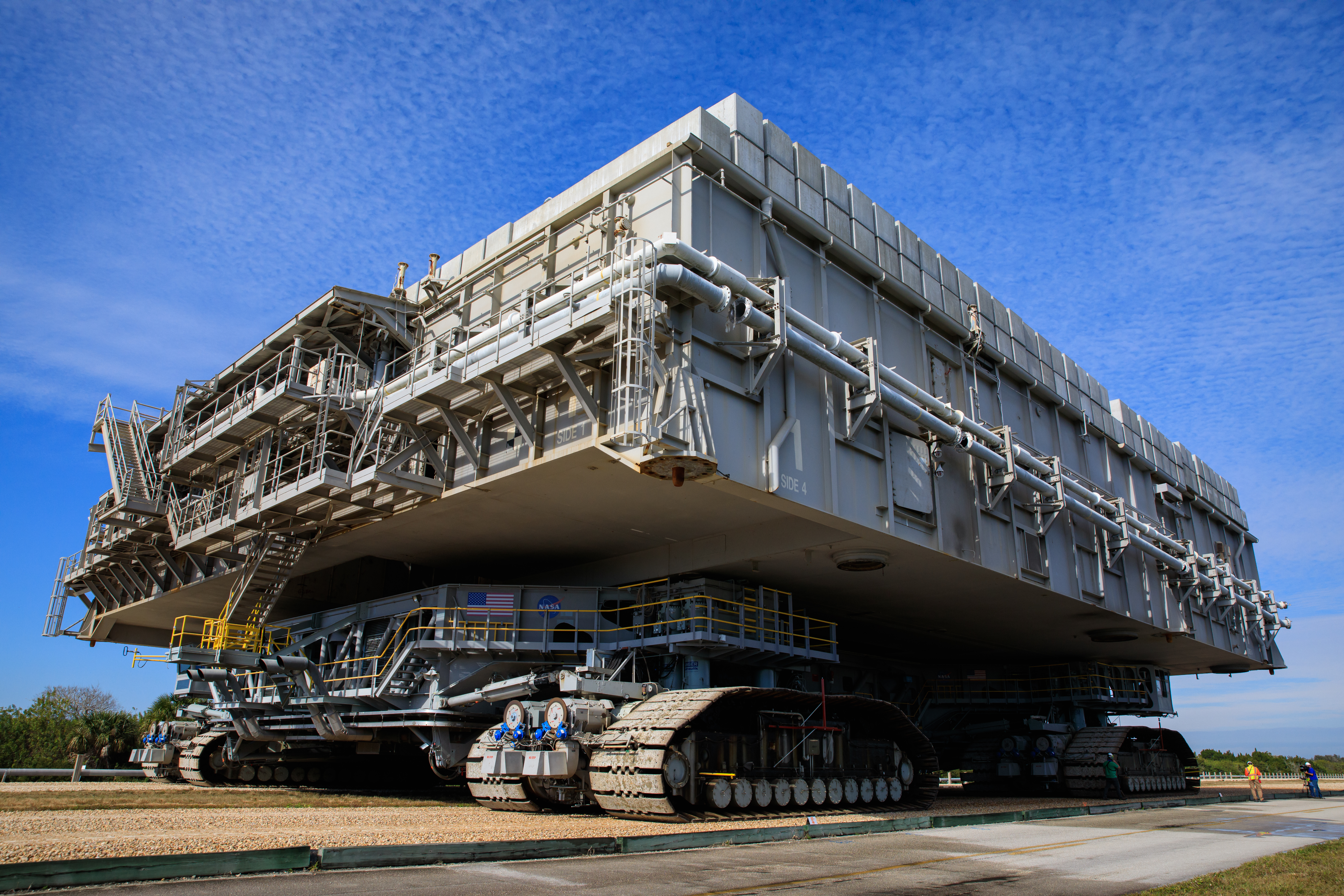
La plateforme mobile de lancement (sans la tour ombilicale) est déplacée sur le Crawlerway par transporteur à chenilles.

La plateforme de lancement mobile (Mobile Launcher Platform MLP) est une structure métallique à deux étages sur laquelle le lanceur est assemblé dans le bâtiment VAB, puis transporté jusqu'à la zone de lancement, et enfin lancé. La plateforme est évidée à trois endroits situés sous les moteurs du premier étage du lanceur et sous les deux propulseurs à poudre pour laisser passer les flammes et les gaz chauds expulsés par les moteurs au décollage. La plateforme est haute de 7,6 mètres et fait 49 mètres de long pour 41 mètres de large. Elle pèse 4 190 tonnes à vide. Lorsqu'elle est située sur l'aire de lancement ou dans le VAB, elle repose sur six pieds métalliques haut de sept mètres. La table de lancement comprend une tour ombilicale haute de 105 mètres. Celle-ci comporte tous les 6 mètres une plateforme qui permet aux techniciens d'intervenir sur la fusée. Une passerelle est conçue pour que les techniciens et l'équipage puisse pénétrer dans le vaisseau Orion. Des fourreaux contenant des câbles acheminant l'électricité et des données informatiques passent par la plateforme puis le mât ombilical pour aboutir à trois niveaux de la fusée (étage ICPS, partie supérieure du premier étage, jupe inter-réservoirs du premier étage). Par ailleurs, des bras, chargés de stabiliser le lanceur, se fixent au sommet du premier étage. Ces liaisons sont montées sur des mécanismes qui, en pivotant, les écartent du corps de la fusée immédiatement avant le décollage. Celle-ci est solidement arrimée à la plateforme par huit mâchoires métalliques qui saisissent la base des propulseurs d'appoint et sur lesquelles reposent tout le poids de la fusée.
Une fois le lanceur SLS assemblée et testé, la plateforme de lancement surmontée du lanceur est transférée à l'aide d'un transporteur à chenilles depuis le VAB jusqu'au site de lancement via une route longue de 6,7 kilomètres, le Crawlerway. Ce dernier ainsi que le transporteur ont été renforcés pour supporter la charge du SLS et du mât de service (Mobile Launcher) dont la masse est nettement supérieure à celle de la navette spatiale américaine (la masse supportée par le transporteur passe de 5 400 tonnes à 6 800 tonnes).

### Le pas de tir
Le pas de tir 39B, qui était autrefois utilisé pour les lancements de la navette spatiale américaine, a été en partie modifié et en partie rénové pour accueillir les tirs de SLS. C'est le seul pas de tir pouvant prendre en charge le nouveau lanceur. La plateforme de services fixe a été supprimée, car celle-ci est remplacée par la tour ombilicale placée directement sur la plateforme de lancement mobile. Désormais les seules installations fixes émergeant au-dessus du pas de tir sont les trois paratonnerres hauts de 183 mètres reliés par des câbles métalliques qui encadrent le lanceur durant son tir ainsi qu'un château d'eau. Les carneaux, énormes fosses longues de 137 mètres placées sous la plateforme dans lesquels les gaz des moteurs sont expulsés au décollage, ont été modernisés et renforcés. Au fond de ceux-ci, un nouveau déflecteur de flammes métallique capable de supporter une température de 1 200 °C a été installé. La rénovation a également concerné le système de déluge, qui en noyant les orifices de la plateforme et les carneaux sous des tonnes d'eau, permet de réduire les vibrations engendrées par l'allumage des moteurs. Un réservoir pouvant contenir 5,7 millions de litres d'hydrogène liquide est construit à la périphérie du pas de tir, mais il n'était pas prêt pour la mission Artemis I,.

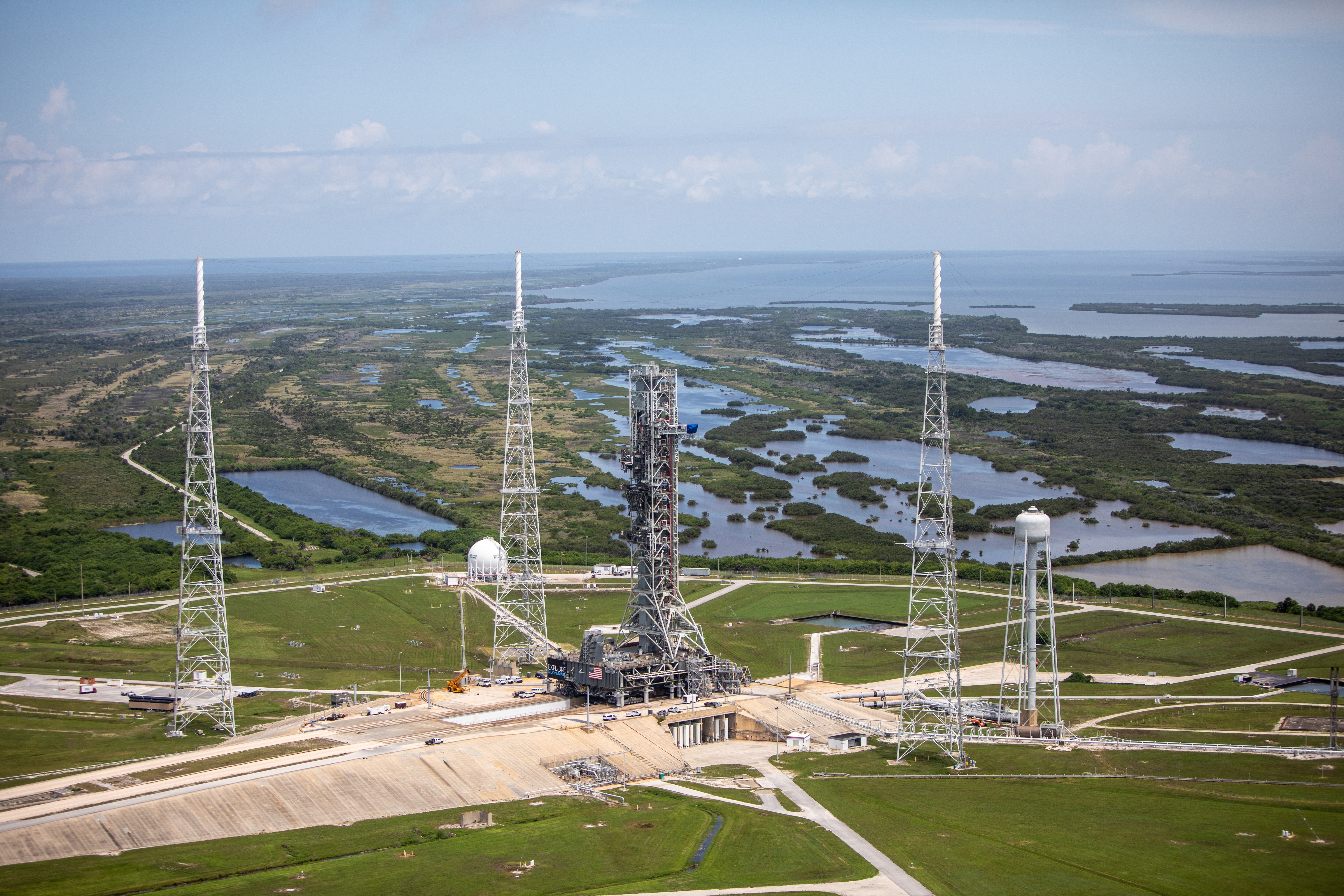
Le lanceur SLS doit décoller du pas de tir 39B. Sur cette photographie, la plateforme de lancement mobile est en place.

## Déroulement d'un lancement

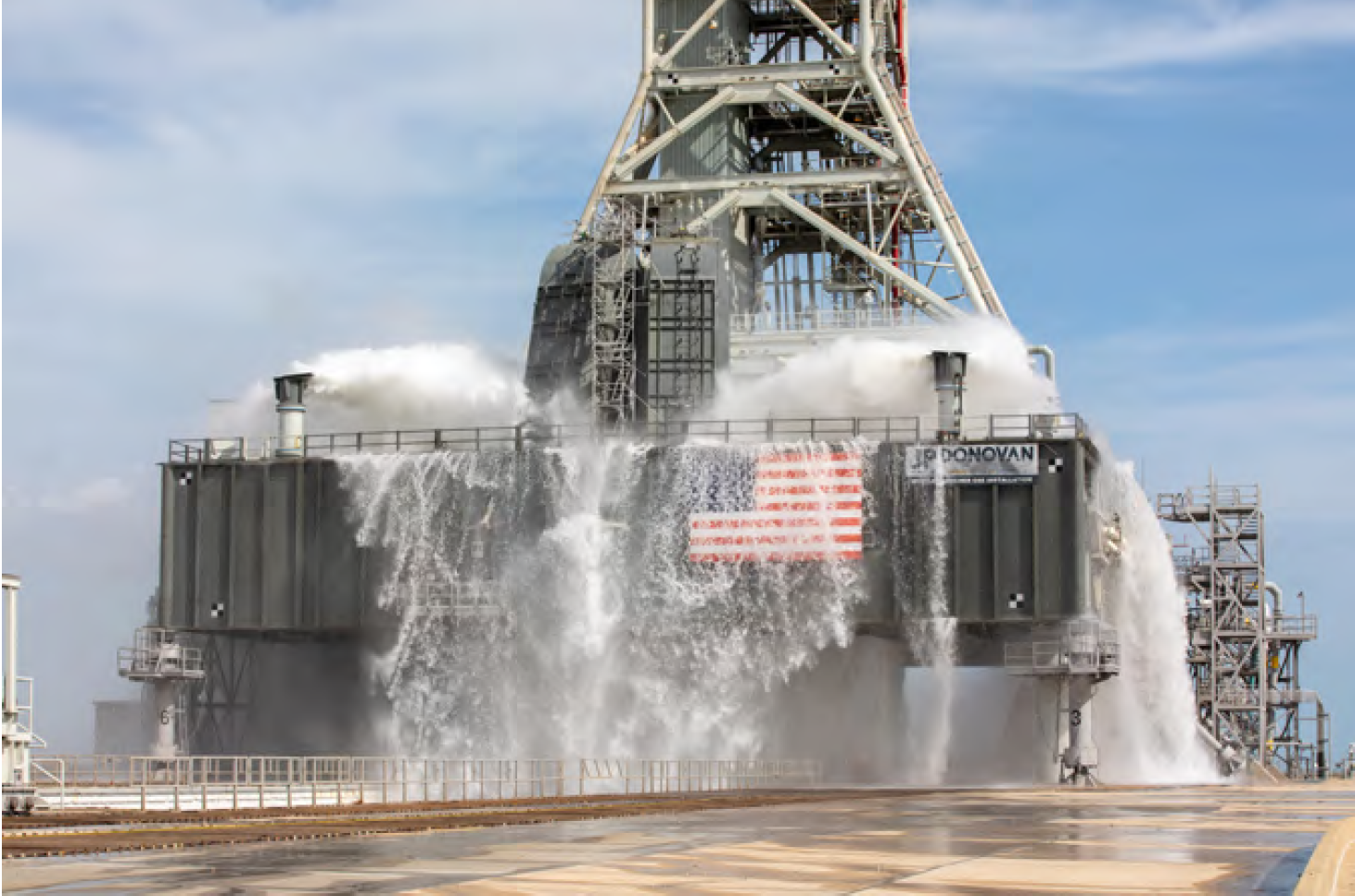
Test du système de déluge qui doit permettre de réduire les vibrations produites par l'éjection des gaz à la mise à feu des moteurs.

Les réservoirs d'hydrogène et d'oxygène liquides du premier étage et de l'étage ICPS sont remplis plusieurs heures avant le décollage. Les deux ergols sont transférés depuis des réservoirs sphériques situés en bordure du pas de tir (au nord-ouest pour l'oxygène, au nord-est pour l'hydrogène). Les canalisations qui alimentent le lanceur se connectent à la base de la fusée pour le remplissage du premier étage via les TSMU (Tail Service Mast Umbilicals) et passent par un des bras de la tour ombilicale pour l'étage ICPS. Des capteurs à l'intérieur des réservoirs de la fusée permettent de déterminer le niveau de remplissage et d'adapter la vitesse d'alimentation.
Environ six secondes avant le lancement, un système de déluge inonde d'eau le pas de tir pour limiter les vibrations et protéger de la chaleur certains équipements. Plusieurs HBOI (Hydrogen Burn-Off Igniters) placés à proximité de la sortie des tuyères du premier étage génèrent des étincelles destinées à brûler l'hydrogène en excès qui sort des moteurs-fusées du premier étage. Ceux-ci sont allumés en premier. Une fois que les ordinateurs ont vérifié qu'ils ont atteint leur puissance nominale, les propulseurs d'appoint sont à leur tour mis à feu (une fois ceux-ci allumés, ils ne peuvent plus être arrêtés). Au décollage, ils fournissent 75 % de la poussée.
Le lanceur place le vaisseau Orion sur une orbite terrestre basse huit minutes et demi après le décollage. Les deux propulseurs d'appoint retombent dans l'Océan Atlantique tandis que le premier étage retombe dans l'Océan Pacifique. Aucun de ces composants n'est récupéré. Deux heures après le décollage, l'étage supérieur est rallumé à deux reprises pour placer le vaisseau Orion sur une orbite de transit vers la Lune, puis il est largué.

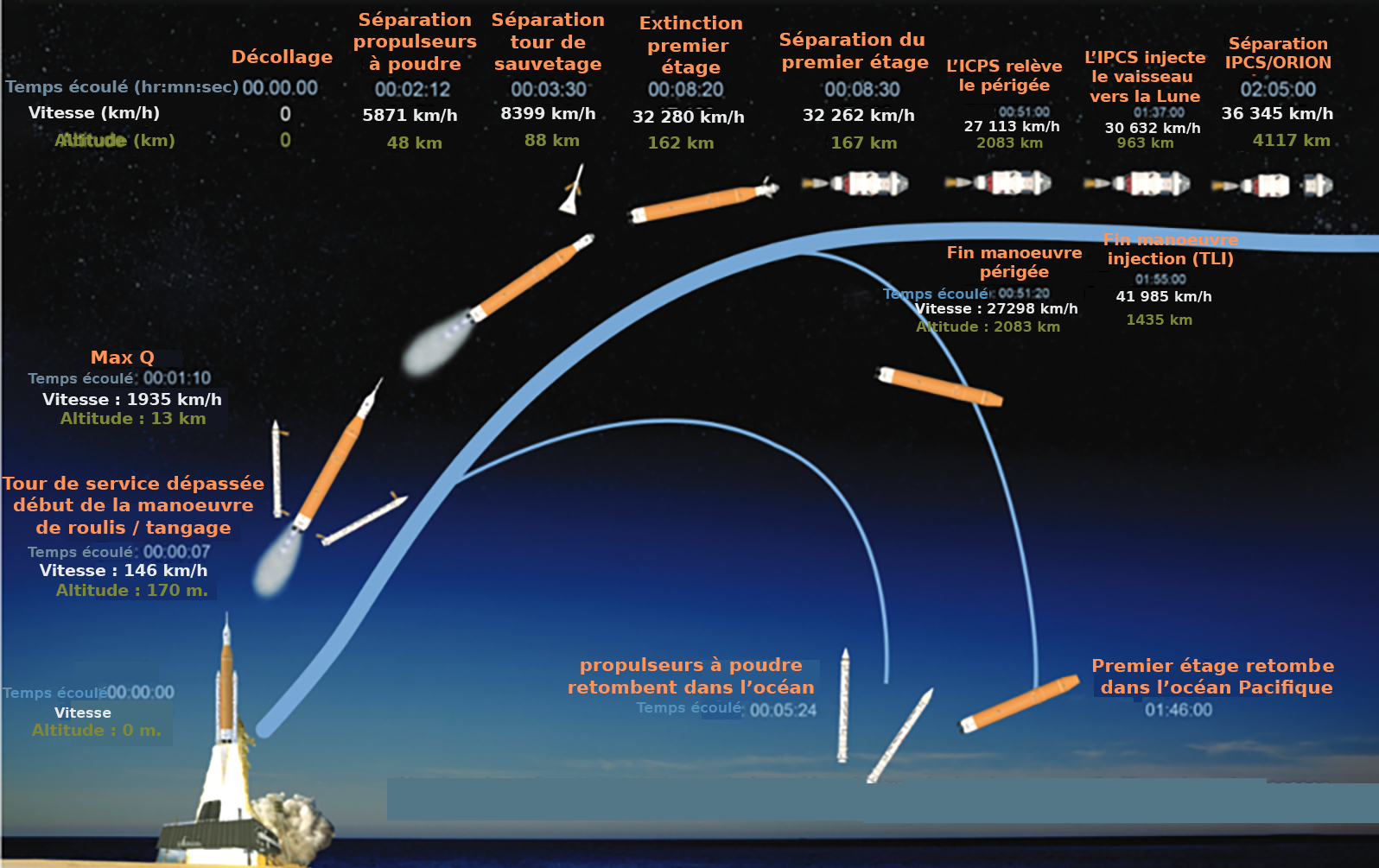
Schéma montrant les différentes phases du premier vol du lanceur SLS (mission Artemis I).

## Missions programmées
Le lanceur SLS joue un rôle clé dans la réalisation du programme Artemis d'exploration habitée de la Lune, car il sera chargé de placer le vaisseau Orion emportant l'équipage sur l'orbite lunaire. Par contre, bien que permettant des gains importants sur le temps de transit, il n'a pas été retenu pour le lancement de missions spatiales lourdes à destination des planètes externes comme Europa Clipper, du fait de son coût et des incertitudes concernant sa disponibilité.

### Vol inauguralArtemis I
Pour son premier vol, la mission Artemis I du programme Artemis, le lanceur SLS doit emporter le vaisseau spatial Orion. L'objectif de cette mission est de tester le fonctionnement en vol du lanceur et de valider toutes les configurations du vaisseau Orion, ce dernier n'embarquant toutefois pas d'équipage mais des mannequins. Elle doit en outre permettre de démontrer la capacité à envoyer des êtres humains jusqu'à la Lune et à les faire revenir sur Terre. La NASA entend se réapproprier les technologies et techniques développées à l'époque d'Apollo, mais restées inutilisées depuis cinquante ans. Au cours de cette mission d'une durée comprise entre 26 et 45 jours, toutes les étapes d'une mission Artemis avec équipage sont exécutées : injection du vaisseau Orion sur une trajectoire de transit vers la Lune, insertion en orbite autour de celle-ci, modification de l'orbite, injection sur une orbite de retour vers la Terre, rentrée atmosphérique à grande vitesse du vaisseau Orion et amerrissage dans le Pacifique au large de San Diego. Le lanceur emporte également une dizaine de nano-satellites de type CubeSat (charge utile secondaire) qui sont placés sur une orbite lunaire. 
La première fenêtre de lancement permettant d'atteindre la Lune s'est ouverte le 29 août 2022 à 12 h 33 UT et a duré deux heures. Deux autres fenêtres de lancement se sont ouvertes les jours suivants, les 2 et 5 septembre. Passé cette date, le SLS doit réintégrer le VAB, car les fenêtres de lancement suivantes se situent entre le 20 septembre et le 4 octobre ainsi qu'entre les 17 et 31 octobre,. À la suite d'un problème rencontré sur un des moteurs du premier étage, le lancement est reporté une première fois au 3 septembre suivant, puis au 23 et au 27 septembre. L'ouragan Ian entraîne un nouveau report, au 14 puis au 16 novembre 2022. Le SLS s'envole finalement le 16 novembre 2022 à 6 h 47 (heure UTC), avec quelques minutes de retard sur l'heure prévue.
| Vol n° | Date | Version      | Site de lancement              | Charge utile | Orbite                  | Statut   |
| ------ | ---- | ------------ | ------------------------------ | ------------ | ----------------------- | -------- |
| 1      | 2022 | Bloc 1 Crew  | Centre spatial Kennedy, LC-39B | Artemis I    | Injection trans-lunaire | Lancé    |
| 2      | 2025 | Bloc 1 Crew  | Centre spatial Kennedy, LC-39B | Artemis II   | Injection trans-lunaire | Planifié |
| 3      | 2026 | Bloc 1 Crew  | Centre spatial Kennedy, LC-39B | Artemis III  | Injection trans-lunaire | Planifié |
| 4      | 2028 | Bloc 1B Crew | Centre spatial Kennedy, LC-39B | Artemis IV   | Injection trans-lunaire | Planifié |

## Comparaison avec les autres lanceurs lourds/super lourds existants ou en cours de développement

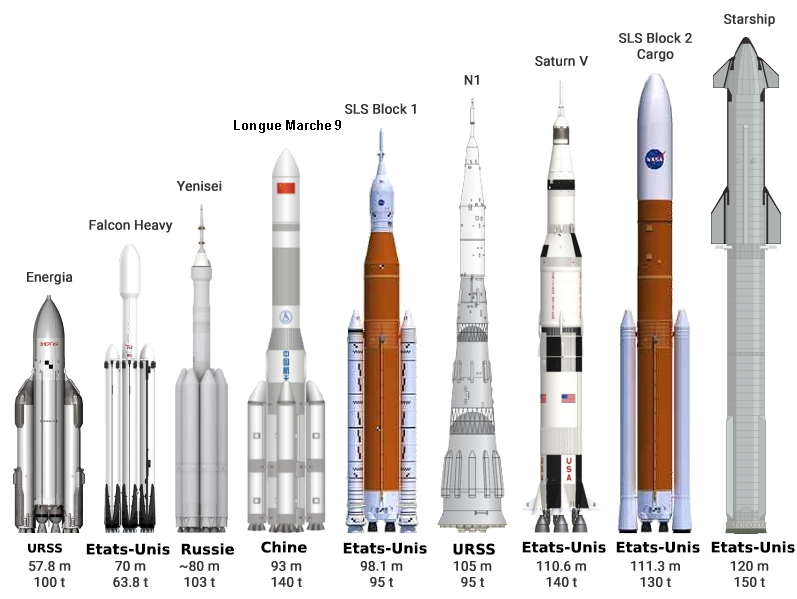
Schéma comparant la taille et les capacités (orbite basse) des lanceurs super lourds existants (Falcon Heavy, SLS Block 1), passés (Saturn V, Energia), en développement (Starship) et envisagés (Longue Marche 9, Ienissei).

|                                     |             |         |         |           | Charge utile | Charge utile |                            |
| Lanceur                             | Premier vol | Masse   | Hauteur | Poussée   | Orbite basse | Orbite GTO   | Autre caractéristique      |
| ----------------------------------- | ----------- | ------- | ------- | --------- | ------------ | ------------ | -------------------------- |
| SLS Bloc I                          | 2022        | 2 660 t | 98 m    | 39 840 kN | 70 t         | 36,6 t       |                            |
| SLS Bloc IB                         | 2025        | 2 948 t | 119 m   | 39 840 kN | 97,5 t       | 48,5 t       |                            |
| Falcon Heavy (sans récupération)    | 2018        | 1 421 t | 70 m    | 22 819 kN | 64 t         | 27 t         | Premier étage réutilisable |
| New Glenn                           | 2023        | 1 410 t | 82,3 m  | 16 800 kN | 45 t         | 13 t         | Premier étage réutilisable |
| Vulcan (441)                        | 2022        | 566 t   | 57,2 m  | 10 500 kN | 27,5 t       | 13,3 t       |                            |
| Ariane 6 (64)                       | 2023        | 860 t   | 63 m    | 10 775 kN | 21,6 t       | 11,5 t       |                            |
| H3 (24L)                            | 2022        | 609 t   | 63 m    | 9 683 kN  |              | 6,5 t        |                            |
| Falcon 9 (bloc 5 sans récupération) | 2018        | 549 t   | 70 m    | 7 607 kN  | 22,8 t       | 8,3 t        | Premier étage réutilisable |
| Longue Marche 5                     | 2016        | 867 t   | 57 m    | 10 460 kN | 23 t         | 13 t         |                            |
| Starship                            | 2023        | 4 500 t | 120 m   | 72 000 kN | 150 t        | 26,7 t       | Entièrement réutilisable   |
| Saturn V                            | 1967        | 3 038 t | 110,6 m | 34 000 kN | 118 t        | 47 t         | Programme arrêté           |